# Personaggi di Inazuma Eleven Orion no Kokuin
Qui di seguito sono indicati i personaggi di Inazuma Eleven Orion no Kokuin, videogioco della serie di Inazuma Eleven, e dell'anime da esso tratto.

## Inazuma Japan (Giappone)
La Inazuma Japan (イナズマジャパン?) è la squadra protagonista della serie, vincitrice del Football Frontier International. Tranne Lucas Star, essa è interamente formata da personaggi comparsi in precedenza in Inazuma Eleven Ares e provenienti da squadre diverse. In partenza usava lo schema 3-5-2, ma in base alla necessità della partita ha adoperato diversi schemi; la divisa è quasi identica a quella usata dal Giappone. Tra le squadre protagoniste delle varie serie di Inazuma Eleven, questa finora è quella col maggior numero di membri, contandone ventiquattro.
Tattiche micidiali:
- Avanzata Leggiadra (Jū to Gō, 柔と剛? lett. "Duro e morbido"):

Tre giocatori si passano la palla in linea per poi lanciarla ad un quarto dietro di loro che, al volo, la serve ad un attaccante smarcato.
- Veste Divina (Angel Robe, エンジェルローブ?, Enjeru Rōbu, lett. "Tunica/veste angelica"):

Sei difensori accerchiano un giocatore avversario evocando una luce celestiale, avvolgendo l'attaccante in un manto di luce e sottraendogli la palla.
- Virtuoso Imperiale (Ōja no Takuto, 王者のタクト? lett. "Bacchetta del re"):

Heath dà indicazioni ad altri tre giocatori dirigendo l'offensiva, confondendo e superando i giocatori.
- Omega maelstrom 2.0 (グリッドオメガver2.0?, Guriddo Omega Bājon Ni-ten-zero):

Cinque giocatori ruotano su loro stessi creando dei tornado azzurri; Heath, al centro, ne crea un sesto saltando e, con un gesto della mano, li unisce generandone uno enorme che sbalza via l'intera squadra avversaria.
- Direttive del Generale (The General, ザ・ジェネラル?, Za Jeneraru, lett. "Il generale"):

Star raccoglie energia celeste attorno a sé che poi passa ad Heath; Heath quindi la distribuisce a tutti i suoi compagni, avvolgendoli in un'aura azzurra che ne potenzia le capacità fisiche.
- Campo Minato (Jiraigen, 地雷原? lett. "Campo minato"):

Tattica micidiale presa dai Navy Invader. Tutti i giocatori della squadra (eccetto il portiere) si raccolgono al centro della loro metà campo, per poi disperdersi e posizionandosi in due file da cinque ai lati; i movimenti fatti dai giocatori creano così dei piccoli vortici d'aria invisibili a occhio nudo che una volta intercettati da un giocatore, scompaiono in un'esplosione. A differenza dei Navy Invader, che mirava ad infortunare gli avversari con questa tattica, la Inazuma Japan la usa per sorprenderli e disorentarli, fermando la loro offensiva.
- Omega maelstrom (グリッドオメガ?, Guriddo Omega, lett. "Griglia omega"):

I giocatori della squadra (eccetto il portiere) corrono per tutto il campo, generando un tornado rosso che sbalza via l'intera squadra avversaria, impossibilitandola a continuare l'incontro. La tecnica è originaria del Liceo Altaluna e la nazionale giapponese intendeva usarla per infortunare i giocatori italiani pur di evitare che soccombessero alle conseguenze dei tutori, tuttavia la nazionale italiana lo impedisce ed usa la stessa tecnica contro i giapponesi.

### Membri

#### Mark Evans
Mark Evans, nome originale Mamoru Endō (円堂 守?, Endō Mamoru), portiere e capitano, numero 1

#### Billy Miller
Billy Miller, nome originale Noboru Sakanōe (坂野上 昇?, Sakanōe Noboru), difensore e libero, numero 2

#### Caleb Stonewall
Caleb Stonewall, nome originale Akio Fudō (不動 明王?, Fudō Akio), centrocampista, numero 3

#### Shawn Frost
Shawn Frost, nome originale Shirō Fubuki (吹雪 士郎?, Fubuki Shirō), difensore, numero 4

#### Jude Sharp
Jude Sharp, nome originale Yūto Kidō (鬼道 有人?, Kidō Yūto), centrocampista, numero 5

#### Nathan Swift
Nathan Swift, nome originale Ichirōta Kazemaru (風丸 一郎太?, Kazemaru Ichirōta), difensore, numero 6

#### Valentin Eisner
Valentin Eisner, nome originale Kirina Hiura (氷浦 貴利名?, Hiura Kirina), centrocampista, numero 7

#### Sonny Wright
Sonny Wright, nome originale Asuto Inamori (稲森 明日人?, Inamori Asuto), centrocampista, numero 8

#### Xavier Schiller
Xavier Schiller, nome originale Hiroto Kira (吉良 ヒロト?, Kira Hiroto), attaccante, numero 9

#### Axel Blaze
Axel Blaze, nome originale Shūya Gōenji (豪炎寺 修也?, Gōenji Shūya), attaccante, numero 10

#### Elliot Ember
Elliot Ember, nome originale Ryōhei Haizaki (灰崎 凌兵?, Haizaki Ryōhei), attaccante, numero 11

#### Adriano Donati
Adriano Donati, nome originale Tetsunosuke Gōjin (剛陣 鉄之助?, Gōjin Tetsunosuke), attaccante, numero 12

#### Lucas Star
Lucas Star, nome originale Hikaru Ichihoshi (一星 光?, Ichihoshi Hikaru), centrocampista, numero 13

Doppiato da Tomohiro Ōmachi

Ha i capelli blu scuro e gli occhi neri dalla pupilla azzurra e bianca. Prima di essere scelto per giocare nella nazionale, giocava in una squadra della Russia, il che lo rende, oltre a essere l'unico membro non comparso in precedenza, anche l'unico di cui non si conosce la squadra di appartenenza: avendo giocato in una squadra estera per più di due anni, a causa delle regole del Football Frontier International, è un titolare permanente della rosa, pena ripercussioni qualora non venisse schierato. Inizialmente era stato presentato come Philip Star (一星 充?, Ichihoshi Mitsuru), ma in realtà egli è il fratello minore di quest'ultimo, morto durante un incidente stradale: a seguito della morte del fratello maggiore, Lucas ha sviluppato un disturbo dissociativo dell'identità convivendo con la personalità del defunto Philip (come accaduto a Shawn con Aiden nella serie originale). Durante la degenza incontrò Gustav Nikolsky, il quale lo fece diventare un Discepolo di Orione (con il marchio di Orione presente sul polpaccio sinistro) con il fine di inserirsi nella Inazuma Japan per distruggerla dall'interno. Durante la partita contro la Phoenix Army of Arab va in crisi a causa del suo disturbo; tuttavia le parole di Heath ed il sostegno di Sonny riescono a fargli superare il proprio trauma e Lucas riacquista la propria identità, ravvedendosi ed opponendosi alla Fondazione. In seguito, dopo il Football Frontier International, Star entra a far parte del Liceo Altaluna. Usa:
- Esplosione Cosmica (Blue Stardust, ブルー・スターダスト?, Burū Sutādasuto, lett. "Polvere di stelle blu"):

Tecnica di dribbling. Lucas incrocia le mani e, mentre alle sue spalle appare un paesaggio notturno stellato, si divide in uno sciame di stelle che avvolgono ed abbagliano l'avversario nella loro scia luminosa, dopodiché Star riappare alle spalle dell'avversario.
- Ultima Risorsa Σ (Last Resort Σ, ラストリゾートΣ?, Rasuto Rizōto Shiguma, lett. "Ultima risorsa sigma"):

Tecnica di tiro usata con Elliot, Heath e Sonny. I quattro si dispongono di spalle attorno alla palla e piantano il piede destro inglobandola, in aria, in un'aura azzurra e rossa; Heath salta all'indietro e con entrambi i piedi la lancia in basso verso Lucas, che la colpisce una seconda volta di raso con la gamba sinistra prima che tocchi il suolo, alzandola per Sonny ed Elliot, che la calciano contemporaneamente spedendola in porta avvolta da un'aura azzurra e circondata da quattro draghi colorati (uno giallo, uno verde, uno azzurro e uno fucsia) che entrano ed escono dal terreno mentre si dirigono verso la porta.
- Cascata Planetaria (Planet Break, プラネットブレイク?, Puranetto Bureiku, lett. "Rottura planetaria"):

Tecnica di tiro. Lucas accumula energia azzurra attorno a sé per poi saltare avvolto uno sciame di stelle azzurre, andando in orbita; sullo sfondo appare il pianeta da cui Lucas è partito e, raggiunto il pallone, il ragazzo accumula l'energia nel suo piede, colpendolo con un calcio ad ascia e scaraventandolo attraverso il pianeta con forza devastante.

#### Heath Moore
Heath Moore, nome originale Yūma Nosaka (野坂 悠馬?, Nosaka Yūma), centrocampista e vice-capitano, numero 14

#### Hunter Foster
Hunter Foster, nome originale Tatsuya Kiyama (基山 タツヤ?, Kiyama Tatsuya), centrocampista e difensore, numero 15

#### Byron Love
Byron Love, nome originale Terumi "Aphrodi" Afuro (亜風炉 照美 （アフロディ）?, Afuro Terumi (Afurodi)), attaccante, numero 16

#### Cliff Parker
Cliff Parker, nome originale Takashi Iwato (岩戸 高志?, Iwato Takashi), difensore, numero 17

#### Trevor Cook
Trevor Cook, nome originale Yūichirō Mansaku (万作 雄一郎?, Mansaku Yūichirō), difensore e libero, numero 18

#### Dave Quagmire
Dave Quagmire, nome originale Osamu Saginuma (砂木沼 治?, Saginuma Osamu), portiere e centrocampista, numero 19

#### Duske Grayling
Duske Grayling, nome originale Seiya Nishikage (西蔭 政也?, Nishikage Seiya), portiere, numero 20

#### Basile Hardy
Basile Hardy, nome originale Sasuke Kozōmaru (小憎丸 サスケ?, Kozōmaru Sasuke), attaccante, numero 21

#### Aiden Frost
Aiden Frost, nome originale Atsuya Fubuki (吹雪 アツヤ?, Fubuki Atsuya), attaccante, numero 22

#### Sandra Fischer
Sandra Fischer, nome originale Norika Umihara (海腹 のりか?, Umihara Norika), portiere, numero 23

#### Acker Reese
Acker Reese, nome originale Seiryū Mizukamiya (水神矢 成龍?, Mizukamiya Seiryū), difensore, numero 24

### Staff della squadra
Mr. Yi, nome originale Zhao Jin Yun (趙 金雲?, Chō Kinun), allenatore
Percival "Percy" Travis, nome originale Michiya Kudō (久遠 道也?, Kudō Michiya), vice-allenatore
Li Lacchè, nome originale Li Kobun (李 子文?, Ri Kobun), assistente dell'allenatore
Regina Mulgrave, nome originale Anna Mikado (神門 杏奈?, Mikado Anna), manager
Aurelia Dingle, nome originale Tsukushi Ōtani (大谷 つくし?, Ōtani Tsukushi), manager
Silvia Woods, nome originale Aki Kino (木野 秋?, Kino Aki), manager e aiuto cuoco
Elisabetta Foglia, nome originale Yone Kazeaki (風秋 ヨネ?, Kazeaki Yone), cuoca
Jim Trainer, nome originale Tomoari Sekiya (析谷 共有?, Sekiya Tomoari), preparatore atletico

Doppiato da Hironori Shiojiri

Ha i capelli castani, gli occhi azzurri ed è pallido. Dalle maniere gentili e cordiali, appare per la prima volta quando la Inazuma Japan arriva in Russia, divenendone il preparatore atletico. Chiama i giocatori con il loro nome di nascita e non con il loro cognome. Conosce una tecnica speciale chiamata Healing Celebration (ヒーリング・セレブレーション?, Hīringu Sereburēshon) con la quale lenisce i giocatori lievemente infortunati nel giro di attimi, anche se può usarla solo una volta al giorno poiché lo lascia senza forze.
Mario Benigni, nome originale Scoglio Pampietta (バンビエッタ・スコーリオ?, Panpietta Sukōrio), guida

Doppiato da Kunihiro Wakamoto

È un uomo di origini italiane che ha vissuto in Russia e Giappone. È alto di statura, ha gli occhi blu, la carnagione chiara, i capelli castani chiari e dei baffetti curvi; ha un carattere schietto, frizzante e talvolta eccessivamente su di giri. Durante la finale del torneo tra Inazuma Japan e Perfect Spark, si scopre essere un agente dell'Interpol che stava indagando sulla Fondazione. È la guida della Inazuma Japan in Russia. Ha una sorella, Maria, che è la guida della Invincible Giant.
Nelly Raimon, nome originale Natsumi Raimon (雷門 夏未?, Raimon Natsumi)

Doppiata da Sanae Kobayashi

Manager storica della Raimon dell'anno prima, partita in giro per il mondo per raccogliere informazioni sulle squadre al livello mondiale: inizialmente segue le partite della Inazuma Japan dando qualche aiuto, per poi seguire la squadra in pianta stabile una volta approdata alla fase mondiale del torneo.

## Squadre del girone asiatico del Football Frontier International

### Risultati del torneo di qualificazione asiatico
- 1º turno, sedicesimi di finale
  -  Inazuma Japan vs.  Red Bison: 3-2
- 2º turno, ottavi di finale
  -  Inazuma Japan vs.  Shining Satans: 5-4
- 3º turno, quarti di finale
  -  Inazuma Japan vs.  Eternal Dancers: 4-2
- 4º turno, semifinale
  -  Inazuma Japan vs.  Phoenix Army of Arab: 2-0
  -  Soccer Acrobatic Troupe vs.  Iraq: Vittoria dei primi
- 5º turno, finale
  -  Inazuma Japan vs.  Soccer Acrobatic Troupe: 3-2

### Red Bison (Corea del Sud)
La Red Bison (レッドバイソン?, Reddo Baison) è la prima squadra che la Inazuma Japan affronta nel torneo di qualificazione asiatico, negli sedicesimi di finale, e viene sconfitta da essa per 3-2. Usa lo schema di gioco 4-4-1-1. Ha un nome differente dalla nazionale sudcoreana apparsa nelle serie precedenti, la Fire Dragon. Non sembrano possedere tattiche micidiali. La loro divisa è più o meno simile a quella tipica della Corea del Sud.

#### Membri
Shin Rae-Won (シン・レウォン?, Shin Rewon), portiere, numero 1

Doppiato da Shūichi Nishitani

Grosso di statura, ha i capelli bianchi con le punte indaco, i denti leggermente sporgenti con i due incisivi separati e la metà superiore del viso rossastra. Usa:
- Muro Fiammeggiante (Fire Wall, ファイアウォール?, Faia Wōru, lett. "Muro di fuoco"):

Tecnica di parata. Shin incrocia le mani e s'infiamma, generando un muro di fuoco che blocca il tiro.
Hwang Do-Yun (ファン・ドユン?, Fan Doyun), difensore, numero 2

Doppiato da Kazuhiro Fusewaga

Alto di statura, ha i capelli corti viola chiaro e gli occhi verdi.
Kim Yeon-Woo (キム・ヨンウ?, Kimu Yonu), difensore, numero 3

Ha i capelli lilla con una treccia che gli cade sulla spalla destra.
Song So-Ah (ソン・ソア?, Son Soa), difensore, numero 4

Doppiata da Serika Hiromatsu

Unica ragazza della squadra, è pallida e ha i capelli castani lunghi con una fascia grigia nel mezzo.
Park Yu-Hwan (パク・ユファン?, Paku Yufan), difensore, numero 5

Alto e muscoloso, ha i capelli grigio chiaro alzati.
Yeon Ji-Hun (ヨン・ジフン?, Yon Jihun), centrocampista, numero 6

Basso di statura, ha i capelli beige vaporosi, indossa gli occhiali e un berretto nero.
Lee Seung-Jin (イ・スンジン?, I Sunjin), centrocampista, numero 7

Doppiato da Satoru Murakami

Ha i capelli neri con un lungo ciuffo che gli cade sulla destra e indossa degli occhiali con le lenti bianche.
Seok Tel-bull, nome originale Seok Min-Woo (ソク・ミンウ?, Soku Minu), centrocampista e capitano, numero 8

Doppiato da Shinei Ueki

Ha i capelli blu e qualche lentiggine. È un giocatore onesto e leale redarguendo Baek sul suo modus operandi, e per questo viene volontariamente infortunato da Park e Lee, e costretto a lasciare il campo, senza che nessuno prenda in consegna la fascia di capitano. Usa:
- Treno Bufalo (Tokkō Buffalo Train, 特攻バッファロートレイン?, Tokkō Baffarō Torein, lett. "Treno suicida del bufalo"):

Tecnica di dribbling usata con Baek e Lee. I tre corrono rilasciando alzando della polvere rossa che li avvolge e prende la forma di un bisonde dello stesso colore; durante la loro avanzata, il bisonte respinge via tutti gli avversari davanti a sé.
Park Ji-Won (パク・ジウォン?, Paku Jiwon), centrocampista, numero 9

Ha i capelli fucsia alzati. È un giocatore scorretto e violento, tanto che infortuna il suo stesso capitano.
Baek Bull-wo, nome originale Baek Shi-Woo (ペク・シウ?, Peku Shiu), attaccante, numero 10

Doppiato da Kenshō Ono

Principale attaccante della squadra, ha i capelli rossi con le punte verso il basso nere, una fascia arancione a strisce blu sul davanti che li lega, e gli occhi blu scuro con le occhiaie rosse. È un giocatore scorretto e violento, tanto che infortuna Axel dopo averlo abbagliato con il suo speciale specchietto nascosto all'interno di uno dei suoi scarpini. Ha il marchio di Orione sulla spalla destra; per aver fallito nel suo compito, dopo la partita tra Corea del Sud e Giappone, è stato sequestrato dagli agenti della Fondazione. Usa:
- Treno Bufalo (Tokkō Buffalo Train, 特攻バッファロートレイン?, Tokkō Baffarō Torein, lett. "Treno suicida del bufalo"):

Tecnica di dribbling usata con Seok e Lee.
- Cannonata Rossa (Red Break, レッドブレイク?, Reddo Bureiku, lett. "Ariete rosso"):

Tecnica di tiro. Baek calcia in aria la palla e la colpisce in rovesciata, avvolto dalla fiamme.
- Incornata del Bisonte (Bison Horn, バイソンホーン?, Baison Hōn, lett. "Corno di bisonte"):

Tecnica di tiro. Baek calcia in aria la palla ed evoca un enorme bisonte rosso dietro di sé; Baek quindi carica la palla colpendola violentemente di testa, spedendola in porta.
Lee Dong-Hyeok (イ・ドンヒョク?, I Donhyoku), attaccante, numero 11

Doppiato da Reimi

Ha i capelli viola scuro-fucsia che gli coprono l'occhio destro e ha labbra carnose lilla. È un giocatore scorretto e violento, tanto che infortuna il suo stesso capitano. Usa la tecnica Tokkō Buffalo Train (特攻バッファロートレイン?, Tokkō Baffarō Torein, lett. "Treno suicida del bufalo") assieme a Seok e Baek.
Ho Eun-Chan (ホ・ウンチャン?, Ho Unchan), attaccante, numero 12

Di statura media, ha la carnagione scura e i capelli biondo cenere alzati.
Son Min-So (ソン・ミンス?, Son Minsu), centrocampista, numero 13

Ha i capelli a caschetto biondi e indossa gli occhiali. Prende il posto dell'infortunato capitano Seok nel secondo tempo della sfida contro la Inazuma Japan.
Ha Jeong-Pyo (ハ・ジョンピョ?, Ha Jonpyo), difensore, numero 14

Grosso di statura e corpulento, ha la carnagione chiara e i capelli viola, mentre possiede una strana cicatrice rossa che gli attraversa il sopracciglio e l'occhio destro.

#### Staff della squadra
Cha Un-Su (チャ・ウンス?, Cha Unsu)

Doppiato da Kazumasa Nakamura

Allenatore della squadra. Alto di statura, ha i capelli neri con un ciuffo grigio e indossa gli occhiali.

### Shining Satans (Australia)
Gli Shining Satans (シャイニングサタンズ?, Shainingu Satanzu) sono la seconda squadra che la Inazuma Japan affronta nel torneo di qualificazione asiatico, negli ottavi di finale, e viene sconfitta da essa per 5-4. Usa lo schema di gioco 4-4-2. La squadra ha un nome diverso da quello della nazionale australiana apparsa nelle serie precedenti, la Big Waves. Contrariamente a quelli delle nazionali australiane nelle serie precedenti, i nomi dei giocatori della squadra e dei due allenatori sono dei riferimenti a divinità infernali e demoni. La squadra usa delle tecniche illusorie visive per confondere gli avversari (similmente alla Occult), ed è nota anche col soprannome "il Satanasso del Sole" (悪魔タイヨウの?, Taiyō no Satan). La loro divisa è blu notte con decorazioni gialle, distinguendosi molto da quella veramente usata dall'Australia, prevalentemente gialla con dettagli in verde.
Tattiche micidiali:
- Invisibilità (Invisible, インビジブル?, Inbijiburu, lett. "Invisibile"):

I giocatori incrociano le mani e poi le alzano al cielo per evocare una fitta nebbia che li rende invisibili e che fa scomparire il pallone dai piedi dell'attaccante, permettendo di rubargliela.

#### Membri
Pazuzu Zaham (パズズ・ザハム?, Pazuzu Zahamu), portiere, numero 1

Doppiato da Kazuhiro Fusegawa

Di statura media, ha i capelli grigi con due ciocche sulla sommità acconciate in piccole corna e con due grandi ciuffi laterali aventi due righe marroni, la carnagione scura e gli occhi bordeaux. Il suo nome è un riferimento al demone omonimo originario della Mesopotamia. Usa:
- Ghigliottina Solare (太陽のギロチン?, Taiyō no Girochin, lett. "Ghigliottina del Sole"):

Tecnica di parata. Pazuzu avvolge il suo braccio destro con delle catene luminose arancioni dopodiché lo alza verso il cielo e spedisce le catene verso il Sole, richiamandole poi per schiantandole poi al suolo accompagnate da una lama di fuoco che taglia il pallone in due.
Agalia Rept (アガリア・レプト?, Agaria Reputo), difensore, numero 2

Grosso di statura, ha la carnagione scura, i capelli neri con due ciuffi beige frontali a forma di corna e gli occhi gialli dalla sclera nera. Il suo nome è un richiamo al demone Agaliarept.
Demogorgon Anno (デモゴルゴン・アノー?, Demogorugon Anō), difensore, numero 3

Grosso di statura, ha la carnagione scura e i capelli verde acqua tenuti in tre vaporose code in posizione triangolare; ha decorazioni gialle sotto gli occhi e i denti sporgenti. Il suo nome è un richiamo a Demogorgone.
Belphegor Inos (ベルフェゴール・イノス?, Berufegōru Inosu), difensore, numero 4

Ha i capelli granata ribelli che gli cadono sulla spalla in una treccia scura ed un canino sporgente. Il suo nome è un richiamo al demone Belfagor.
Amdu Scias (アムドゥ・スキアス?, Amudu Sukiasu), difensore, numero 5

Ha la carnagione pallida e i capelli biondo chiaro; è inoltre affetto da eterocromia, avendo un occhio rosso e uno giallo. Il suo nome è un richiamo al demone Amdusias.
Beelze Bub (ベルゼ・ブブ?, Beruze Bubu), centrocampista, numero 6

Ha i capelli a caschetto di cui la metà destra rosa e la sinistra nera. Il suo nome è un richiamo a Beelzebub.
Belial Noze (ベリアル・ノーゼ?, Beriaru Nōze), centrocampista, numero 7
Unica ragazza della squadra, è bassa di statura, ha i capelli viola con due lunghi ciuffi rosa scuro, e dei segni più chiari sotto gli occhi. Il suo nome è un richiamo al demone Belial.
Asmo Deus (アスモ・デウス?, Asumo Deusu), centrocampista, numero 8

Ha lunghi capelli neri, coi ciuffi frontali viola a coprirgli l'occhio destro ed aventi una ciocca turchese; ha anche delle evidenti occhiaie. Il suo nome è un richiamo al demone Asmodeo.
Satan Gaul (サタン・ゴール?, Satan Gōru), centrocampista e capitano, numero 9

Doppiato da Daisuke Kishio

Pallido, ha gli occhi verdi e lunghi capelli spinosi arancione scuro. A seconda dell'inclinazione della testa, il colore dei capelli e la sua personalità cambiano: verso sinistra assume la sua forma normale dal comportamento deciso e aggressivo, verso destra i suoi capelli diventano arancione chiaro e assume un comportamento calmo e calcolatore, e quando la testa è dritta i capelli diventano rosso scuro, gli occhi gli si dilatano e assume comportamento instabile, psicopatico e folle. Il marchio di Orione è presente sulla parte destra del collo. Il suo nome è un richiamo a Satana, e le sue tre personalità sono un riferimento ai tre volti dell'angelo caduto nella Divina Commedia di Dante. Usa:
- Ipnosi Temporale (Time Trance, タイムトランス?, Taimu Toransu, lett. "Trance temporale"):

Tecnica di tiro. Con un gesto delle mani, Satan evoca un orologio sotto di lui e tira la palla, la quale sembra dirigersi in porta stranamente lentamente in quanto è un'illusione; quando il portiere prova a fermare il tiro, Satan tira il vero pallone mandando "fuori tempo" l'estremo difensore, battendolo. Al momento del tiro, le lancette si bloccano segnando le 6:16, in riferimento al numero della Bestia (ovvero 616).
Sar Gatanas (サル・ガタナス?, Saru Gatanasu), attaccante, numero 10

Doppiato da Yūichi Karasuma

Alto di statura e magro, è pallido e ha lunghi capelli grigastri legati in una treccia davanti al petto he gli coprono l'occhio sinistro e con due ciocche azzurre ai lati della testa; sulla fronte ha un segno che sembra un terzo occhio chiuso. Fa parte dei Discepoli di Orione, ma la collocazione del marchio sul suo corpo è ignota. Il suo nome è un richiamo al demone Sargatanas.
Aster Roth, nome originale As Taroth (アス・タロト?, Asu Taroto), attaccante, numero 11

Doppiato da Shūhei Matsuda

Alto di statura e robusto, ha lunghi capelli grigio scuro con le ciocche frontali acconciate in corna e con quelle laterali tenute da due coppie di anelli dorati; ha gli occhi rossi, sopracciglia marcate e carnagione scura. Fa parte dei Discepoli di Orione, ma la collocazione del marchio sul suo corpo è ignota. Il suo nome è un richiamo al demone Astaroth.
Luci Fanos (ルシ・ファノス?, Rushi Fanosu), centrocampista, numero 13

Doppiato da Natsumi Fujiwara

Di statura media, ha i capelli ciano chiaro con lunghi ciuffi sulla sinistra, occhi rosa scuro e lineamenti delicati. Dal carattere bizzarro e simile ad un robot, entra nel secondo tempo della partita contro la Inazuma Japan e cerca di infortunare Billy con una lama nascosta nello scarpino, fallendo grazie alla scaltrezza dello stesso Billy che, utilizzando la Freccia gelida, riesce a smascherare Luci, il quale viene a sua volta sostituito. Il suo nome è un richiamo a Lucifero, mentre il suo cognome deriva dalla parola greca phanos (φανός) che significa "luce".
Gaap Redel (ガープ・レデル?, Gāpu Rederu), centrocampista, numero 14

Alto di statura, è pallido, ha gli occhi circondati da occhiaie nere, il naso nero, porta delle treccine nere con dei clip circolari a forma di teschio e indossa una strana maschera facciale con la dentatura di un teschio. Entra nel secondo tempo della partita contro la Inazuma Japan al posto di Luci Fanos. Il suo nome è un riferimento al demone Gaap, legato alle pratiche goete.

#### Staff della squadra
Diabo Los (ディアボ・ロス?, Diabo Rosu)

Doppiato da Haruo Yamagishi

Allenatore della squadra. Ha i capelli e lunghi baffi appuntiti verde acqua, gli occhi rosa scuro e lunghe ciglia. Il suo nome completo è un riferimento al diavolo in lingua greca (διάβολος, "diabolos").
Simon Azazel (シモン・アザゼル?, Shimon Azazeru)

Doppiato da Takashi Hikida

Preparatore atletico della squadra. Alto di statura, è pallido, porta gli occhiali, ha i capelli grigi corti ed il naso a punta. Il suo nome è un riferimento all'omonimo demone.

### Eternal Dancers (Uzbekistan)
Gli Eternal Dancers (エターナルダンサーズ?, Etānaru Dansāzu) sono la terza squadra che la Inazuma Japan affronta nel torneo di qualificazione asiatico, nei quarti di finale, e viene sconfitta da essa per 4-2. Usa lo schema di gioco 4-5-1. La squadra ha un nome diverso da quello delle nazionali uzbeke apparse nelle altre serie, la Red Viper della serie originale e i Lupi della Bufera di GO Galaxy. I giocatori di questa squadra hanno una resistenza molto elevata che gli consente di giocare al pieno delle forze per quasi tutti i novanta minuti delle partite, ed essa è tale che viene definita persino "infinita". La loro divisa è bianca e color foglia di tè, risultando molto differente da quella usata dall'Uzbekistan, prevalentemente bianca e blu.
Tattiche micidiali:
- Corsa Eterna (Eternal Run, エターナルラン?, Etānaru Ran, lett. "Corsa eterna"):

Cinque giocatori, di cui il centrale è il portatore di palla, iniziano a correre molto velocemente seminando gli avversari.

#### Membri
Alek Akbar (アレク・アクバ―?, Areku Akubā), portiere, numero 1

Doppiato da Kazuyuki Okitsu

Ha i capelli fucsia che gli coprono l'occhio sinistro e la carnagione mulatta; ha l'abitudine di commentare i tiri diretti alla sua porta con terminologie musicali. Usa:
- Melodia Dimenticata (Bōkyaku no Sonata, 忘却のソナタ? lett. "La sonata perduta"):

Tecnica di parata. Alek si siede ed evoca una lunghissima tastiera spirale, iniziando a suonarla; ad un certo punto, Alek preme con forza i tasti, creando dei pentagrammi che rallentano il tiro, bloccando poi il pallone.
Ibrohim Abi (イブラヒム • アビ?, Iburahimu Abi), difensore, numero 2

Alto e corpulento, ha la carnagione mulatta e i cappelli marroni.
Muhammad Hawk (ムハンマド • ホーク?, Muhanmado Hōku), difensore, numero 3

Alto e corpulento, ha la carnagione mulatta e i capelli corti per metà rossi (in basso) e per metà celesti in alto.
Majid Azel (マジド・アゼル?, Majido Azeru), difensore, numero 4

Doppiato da Kazuhiro Fusegawa

Alto di statura, è pallido e ha i capelli biondi lunghi. La sua testa è coperta per metà da un casco grigio a forma di teschio.
Zafar Gin (ザファル・ギン?, Zafaru Gin), difensore, numero 5

Basso di statura, ha i capelli blu al centro e grigi ai lati ed è pallido.
Kumush Ize (クムシュ・イゼ?, Kumushi Ize), centrocampista, numero 6

Unica ragazza della squadra, è di statura media e ha i capelli marroni in due codini spinosi laterali.
Sarybek Nahar (サリベク・ナハル?, Saribeku Naharu), centrocampista, numero 7

Alto e corpulento, ha i capelli marroni cespugliosi raccolti in una fascia gialla e una pittura facciale bianca sotto e sopra gli occhi.
Farhad Gilik (ファルハド・ギリク?, Faruhado Giriku), centrocampista, numero 8

Doppiato da Ryūnosuke Watanuki

Alto di statura, ha i capelli blu chiaro e una pittura facciale arancione sotto e sopra gli occhi.
Mo'habbot Zark (ムハバート・ザーク?, Muhabāto Zāku), centrocampista, numero 9

Doppiato da Iwashita Moai

Alto e corpulento, ha i capelli viola cespugliosi raccolti in una fascia gialla a triangoli grigi e una pittura facciale grigia sotto e sopra gli occhi.
Onakhon Ims (アナハン・イムス?, Anahan Imusu), centrocampista e capitano, numero 10

Doppiato da Mitsuki Saiga

Dalla carnagione mulatta, ha i capelli lunghi rossi e gli occhi arancio-verdi.
Dost Gales (ダスト・ゲイルス?, Dasuto Geirusu), attaccante, numero 11

Doppiato da Tooru Sakurai

Alto di statura, ha i capelli viola scuro con una sottile striscia bianca nel mezzo, che gli scendono in sottili ciocche sulle spalle e sulla schiena in una lunga coda di cavallo. È inoltre pallido e ha dei segni arancioni sotto gli occhi. Il marchio di Orione è presente sul palmo della mano sinistra. Usa:
- Requiem Polverizzante (Requiem Dust, レクイエムダスト?, Rekuiemu Dasuto, lett. "Polvere del requiem"):

Tecnica di tiro. Dost inizia a cantare in maniera lirica mentre la palla si avvolge di energia gialla; successivamente, Dost salta in aria e colpisce con il collo del piede il pallone, spedendolo in porta. Durante l'esecuzione, Dost canta il nome della tecnica.
Norkul Bugen (ナルクル・ブーゲン?, Narukuru Būgen), attaccante, numero 14

Di statura media, ha i capelli grigi chiari e la carnagione scura.
Keldi Rozel (ケルディ・ロゼル?, Kerudi Rozeru), centrocampista, numero 16

Alto e corpulento di statura, ha i capelli grigi a punte e carnagione scura.

#### Staff della squadra
Adam Sanchi (アダム・サンチー?, Adamu Sanchi)

Doppiato da Takashi Hikida

Allenatore della squadra. Basso di statura, ha la carnagione olivastra, gli occhi gialli e i capelli bianchi. Porta inoltre i baffi e una barba con tre lunghe trecce sul mento.
Sabine Nojima (ザビーネ • ノジマ?, Zabīne Nojima)

Doppiata da Reimi

Preparatrice atletica della squadra. Alta di statura, ha la carnagione olivastra, gli occhi arancioni, i capelli cespugliosi color senape e porta due grandi orecchini circolari.

### Phoenix Army of Arab (Arabia Saudita)
La Phoenix Army of Arab (アラブの火の鳥軍団?, Arabu no Hinotori Gundan) è la quarta che la Inazuma Japan affronta nel torneo di qualificazione asiatico, in semifinale, e viene sconfitta da essa per 2-0, risultando l'unica squadra a non essere riuscita a segnare almeno un goal contro la nazionale giapponese. Usa lo schema di gioco 3-5-2, ed è (insieme agli Shining Satans e l'Inazuma Japan) l'unica nazionale del girone asiatico a non avere giocatrici. Il nome della squadra era originariamente il suo soprannome, sebbene sia stato in seguito usato come nome ufficiale. La squadra ha un nome diverso da quello delle nazionali saudite apparse nelle altre serie, la Barracuda della serie originale e le Scimitarre di GO Galaxy. La loro divisa è nera ed arancione con dettagli color foglia di tè, al contrario di quella dell'Arabia Saudita che è prevalentemente bianca con dettagli in verde.
Tattiche micidiali:
- Scatto Rovente (Driblaze, ドリブレイズ?, Doribureizu, traducibile con "Dribbling di fiamme"):

I giocatori di organizzano in due linee da tre membri una a poca distanza dall'altra; i giocatori evocano delle fiamme sotto di loro dopodiché scattano, incrociandosi e lasciando dietro di loro fiamme che sbaragliano le dfese avversarie.

#### Membri
Falcon Ali (ファルコン・アリ?, Farukon Ari), portiere e capitano, numero 1

Doppiato da Hikaru Tanaka

Ha i capelli verde acqua e gli occhi verde muschio. A differenza degli altri giocatori della squadra, è l'unico ad avere la carnagione chiara. Usa:
- Vampata Solare (Dynamic Corona, ダイナミック・コロナ?, Dainamikku Korona, lett. "Corona dinamica"):

Tecnica di parata. Falcon salta in aria e con un gesto delle braccia fa apparire il Sole sotto di sé; Falcon quindi muove il braccio per bloccare la palla accompagnato da un anello coronale alzatosi dalla cromosfera dell'astro, bloccandola al suolo.
Gala Magos (ガラ・マゴス?, Gara Magosu), difensore, numero 2

Grosso di statura, ha la pelle scura e i capelli cespugliosi neri.
Pekka Ream (ペッカ・レアム?, Pekka Reamu), difensore, numero 3

Doppiato da Takanori Hoshino

Alto di statura, ha la pelle scura e i capelli cespugliosi rosso scuro. Fa parte dei Discepoli di Orione, ma la collocazione del marchio sul suo corpo è ignota. Usa:
- Meteore Piccanti (Red Hot Chili Meteor, レッドホットチリ・メテオ?, Reddo Hotto Chiri Meteo, traducibile con "Meteora al peperoncino/piccante"):

Tecnica di difesa. Pekka salta in aria roteando su se stesso mentre accumula energia rossa-arancio nelle mani, che poi indirizza verso il cielo in un raggio verso il cielo; il raggio disperde le nuvole tempestose sopra di lui, facendo piovere uno sciame di meteoriti infuocate che sfiancano l'avversario.
Sami Luis (サミ・ルイス?, Sami Ruisu), difensore, numero 4

Basso di statura, ha la pelle scura e i capelli bianchi.
Dorgan Butler (ドーガン・バトラー?, Dōgan Batorā), centrocampista, numero 5

Di statura media, ha la pelle scura e i capelli lunghi rosso scuro che finiscono in una piccola coda di cavallo sulla schiena. Ha sempre la lingua da fuori, anche in partita.
Ghaddar Ghana (ガダル・ガーナ?, Gadaru Gāna), centrocampista, numero 6

Di statura media, ha la pelle scura e i capelli bianco-beige.
Hisoka Masoka (ヒソカ・マソカ?, Hisoka Masoka), centrocampista, numero 7

Doppiato da Kenji Sugimura

Alto di statura, ha la pelle scura e i capelli rosso scuro a punta e grigi ai lati, un pizzetto dello stesso colore e due linee nere verticali sotto gli occhi. Fa parte dei Discepoli di Orione, ma la collocazione del marchio sul suo corpo è ignota.
Hulk Laios (ハルク・ライオス?, Haruko Raiosu), centrocampista, numero 8

Grosso di statura, ha la pelle scura e i capelli grigio scuro a forma di cono con una spirale verde chiaro.
Condor Willy (コンドル・ウィリー?, Kondoru Wirī), attaccante, numero 9

Di statura media, ha la pelle scura e i capelli neri.
Andreas Bebo (アンドレアス・ベボ?, Andoreasu Bebo), attaccante, numero 10

Doppiato da Shōgo Batori

Di statura media, ha la pelle mulatta, gli occhi blu e i capelli rosa con tre linee rosse sulla sommità, mentre ai lati sono grigi. Fa parte dei Discepoli di Orione, ma la collocazione del marchio sul suo corpo è ignota. Usa:
- Fenice Ardente (Burning Hinotori, バーニング・火の鳥?, Bāningu Hinotori):

Tecnica di tiro. Andeas evoca un cerchio di fuoco mentre tiene la palla coi piedi e salta, con la palla che prende fuoco; una volta in aria, Andreas lascia la palla ed esegue una piroetta per colpire il pallone con una violenta testata, spedendolo in porta avvolto da un uccello fatto di fiamme.
Silva Leol (シルバ・レオル?, Shiruva Reoru), centrocampista, numero 11

Basso di statura, ha la pelle scura e i capelli arancione scuro.
Pedro Amida (ペドロ・アミダ?, Pedoro Amida), centrocampista, numero 14

Di statura media, ha i capelli viola e porta una benda sull'occhio destro. Sembrerebbe essere il fratello di Samir.
Samir Amida (サミル・アミダ?, Samiru Amida), centrocampista, numero 16
 
Di statura media, ha i capelli biondo cenere e porta una benda sull'occhio sinistro. Sembrerebbe essere il fratello di Pedro.

#### Staff della squadra
Eva Gordon (エヴァ・ゴードン?, Eva Gōdon)

Doppiata da Kimiko Satō

Allenatrice della squadra. Alta e possente di statura, di carnagione chiara, ha lunghi capelli neri decorati con due piume (una celeste e una viola) al lato dell'orecchio sinistro e gli occhi rossi con due segni dello stesso colore sotto di essi.
Flash Haniwa (フラッシュ・ハニワ?, Furasshu Haniwa)

Doppiato da Hisashi Izumi

Preparatore atletico della squadra. Di statura media, ha i capelli marroni a punta, gli occhi verdi e due baffetti lunghi. Indossa un'ampia veste bianca.

### Soccer Acrobatic Troupe (Cina)
La Soccer Acrobatic Troupe (足球雑技団?, Sakkā Zatsugi Dan) è la quinta squadra che la Inazuma Japan affronta nel torneo di qualificazione asiatico, in finale, e viene sconfitta da essa per 3-2. Usa lo schema di gioco 3-5-2. Il nome della squadra era originariamente il suo soprannome, sebbene in seguito sia stato usato come nome ufficiale. La squadra è composta dai ragazzini di strada che fanno parte della squadra Rojiura Shōnentai (路地裏少年隊? lett. "La squadra dei ragazzi di strada") e dai ragazzi appartenenti a facoltose famiglie cinesi, membri della squadra Shanghai Hoshinekodan (上海星猫団? lett. "il Gatto delle stelle di Shangai"), quest'ultima allenata dallo stesso Yi. È l'unica squadra delle qualificazioni asiatiche del Football Frontier International a non presentare Discepoli di Orione al suo interno. La squadra ha un nome diverso da quello della nazionale cinese della serie originale, i Re Mediani. Alcuni nomi dei giocatori della squadra sono riferimenti a vari tipi di cibi e bevande cinesi. La loro divisa è bianca e nera con dettagli rossi, e differisce da quella usata dalla Cina che è rossa con decori arancioni a forma di fiamme.
Tattiche micidiali:
- Grande Muraglia Cinese (Banri no Chōjō, 万里の長城?):

Tutti i giocatori della squadra eccetto il portiere si posizionano in modo tale da formare una gigantesca muraglia alle loro spalle, che permette a Jimmy Wongfu di poter tirare dalla sommità della struttura. Il nome della tecnica è un riferimento diretto alla Grande muraglia cinese.
- Moltiplicazione Supersonica (Shōrinji Kōsoku Jūhachijin, 少林寺高速十八陣? lett. "Formazione del tempio shaolin dei diciotto uomini veloci"):

Sei giocatori della squadra eseguono in sincrono delle posizioni di kung fu per poi scattare e saltare; così ognuno genera due immagini residue di se stesso, confondendo gli avversari sia in fase offensiva che difensiva, surclassandoli.
- Balzo dei Rianimati (Minna de Jiangshi, みんなでキョンシー? traducibile con "Facciamo tutti gli jiangshi"):

Sei giocatori della squadra si mettono nella posa degli jiangshi, gli zombi salterini del folclore cinese, e iniziano a muoversi saltando per marcare strettamente a uomo gli attaccanti avversari.
- Assalto in Carica (Mōko Shūrai, 蒙古襲来? lett. "Invasione mongola"):

Jimmy Wongfu sferza l'aria generando alzando un polverone e tutta la squadra, correndo, porta con sé la nuvola di polvere superando così la difesa avversaria.

#### Membri
Kung Fuche (クン・フーチェ?), portiere, numero 1

Doppiato da Ōtomari Takaki

Alto di statura, ha la carnagione chiara e lunghi capelli grigio scuro; fa parte della Shanghai Hoshinekodan. Il suo nome è un richiamo al kung fu. Usa:
- Zanne del Dragone (Ryūjin Tessen, 龍神鉄扇? lett. "Ventaglio di ferro del dragone"):

Tecnica di parata. Fuche evoca due enormi ventagli rossi con un drago cinese giallo coi quali colpisce il pallone due volte per poi stringerlo con entrambi i ventagli, che infiammandosi bloccano il tiro.
Tao Lu (タオ・ルウ?, Tao Rū), difensore, numero 2

Doppiata da Yoshiyuki Matsūra

Ragazza dai capelli rossi raccolti in uno chignon sulla sommità della testa e gli occhi viola; fa parte della Shanghai Hoshinekodan.
Xiao Rau (シャオ・ラウ?, Shao Rau), difensore, numero 3

Doppiata da Yui Kondō

Ragazza alta di statura dai lunghi capelli neri (con tre linee grigie sulla sommità e su una ciocca) e pallida di carnagione. Ha gli occhi celeste-grigio; fa parte della Shanghai Hoshinekodan.
Min Yinqi (ミン・インチー?, Min Inchī), difensore, numero 4

Doppiato da Miracle Gucci (da ragazzo) e Reimi (da bambino)

Alto e grosso di statura, ha la pelle pallida, i capelli corti marroni e indossa un cappello a cono di paglia marrone; fa parte della Rojiura Shōnentai. Usa:
- Morso Esplosivo (Bakugui Shishi, 爆喰獅子? lett. "Leone divoratore"):

Tecnica di difesa. Min evoca un enorme leone guardiano (o shishi) arancione che morde ed inghiotte il pallone, bloccandolo.
Che Lin (チェ・リン?), centrocampista, numero 5

Doppiato da Rie Hikisaka

Piccolo di statura, ha i capelli neri a caschetto con un codino, la pelle bianca, gli occhi neri con le occhiaie; fa parte della Shanghai Hoshinekodan.
Tan Tanmin (タン・タンミン?), centrocampista, numero 6

Doppiato da Shin Yūki

Alto di statura, è pallido, ha gli orecchini e i capelli blu scuro. Fa parte della Rojiura Shōnentai. Il suo nome originale è un riferimento agli spaghetti cinesi dandan, noti in Giappone come tantanmen (タンタン麺?).
Wu Longchi (ウー・ロンチ?, Ū Ronchi), centrocampista, numero 7

Doppiato da Shinnosuke Ogami (da ragazzo) e Megumi Okada (da bambino)

Alto di statura e robusto, ha la carnagione scura e i capelli biondo chiaro con uno chignon sulla sommità; fa parte della Rojiura Shōnentai. Il suo nome originale è un riferimento al tè cinese Oolong, noto come wūlóng chá (烏龍茶) in cinese ed ūron ha in giapponese.
Zhō Xing (チャウ・シン?, Chau Shin), centrocampista e capitano, numero 8

Doppiato da Mai Nishikawa

Ha i capelli blu scuro con la parte centrale celeste tendente al grigio, di cui tre ciuffi gli cadono sugli occhi azzurro chiaro; è il capitano della Shanghai Hoshinekodan. Usa:
- Spaccacielo (Tenhō Chiretsu, 天崩地裂? lett. "Frattura di cielo e terra"):

Tecnica di tiro usata in coppia con Wongfu. Dopo che Li ha saltato, Zhō gli passa la palla, Li la rispedisce al suolo caricandola di energia e Zhō lo rilancia nuovamente verso l'alto, fratturando il terreno sotto di lui, per poi saltare a sua volta; a questo punto i due tirano assieme, creando crepe nell'aria e nel terreno sotto di loro, e spedendo la palla in porta avvolta da un'aura arancione.
Jimmy Wongfu, nome originale Li Hao (リ・ハオ?, Ri Hao), centrocampista, numero 9

Doppiato da Yuka Terasaki

Basso di statura, ha i capelli lunghi verdi e gli occhi verde chiaro. Per molto tempo ha accompagnato Mr. Yi come il suo assistente, il misterioso Li Lacchè, agli ignari giocatori della Raimon e della Inazuma Japan. Proprio perché non conoscevano le sue sembianze, inizialmente si presenta a Sonny, Elliot, Valentin, Caleb ed Hunter come Atlas Strongwater (無敵ヶ原 富士丸?, Mutekigahara Fujimaru) prima della partita contro i Red Bison, dimostrando fin da subito una sopraffina abilità nel giocare a calcio umiliando i cinque. Solo nei giorni precedenti la partita tra le nazionali cinese e giapponese si è ufficialmente presentato ai giocatori della Inazuma. Quando era più piccolo era un ladruncolo di strada che, dopo aver borseggiato proprio Mr. Yi, venne accolto e convinto da questi ad allenarsi a calcio insieme ai suoi amici. Jimmy, a quel punto, cambiò radicalmente diventando onesto e leale, e diventando il capitano della Rojiura Shōnentai, una squadra di calcio formata da lui e i suoi amici di strada: grazie a Yi, la squadra riesce a scalare i ranghi delle squadre giovanili cinesi arrivando ad affrontantare i campioni della Shanghai Hoshinekodan, la squadra allenata proprio da Mr. Yi, con la quale pareggeranno. Alla fine, legatosi a Yi, decise di seguirlo come assistente; anche dopo la sconfitta della nazionale cinese nella finale contro la Inazuma Japan, Jimmy decide di rimanere come assistente di Mr. Yi nella nazionale giapponese tornando ad indossare le vesti di Li Lacchè. Usa:
- Proiettile Celestiale (Tenkū Hayabusadan, 天空隼弾? lett. "Proiettile celeste del falco"):

Tecnica di tiro. Jimmy salta molto in alto fin oltre le nuvole dove, in giravolta, colpisce il pallone con forza scaraventandolo in porta avvolto da un'energia bianco-celeste. La tecnica viene solitamente utilizzata da Jimmy in combinazione con la tattica micidiale Banri no Chōjō.
- Spaccacielo (Tenhō Chiretsu, 天崩地裂? lett. "Frattura di cielo e terra"):

Tecnica di tiro usata in coppia con Zhō Xing.
- Uno per tutti! (Sword of d'Artagnan, ソードオブダルタニアン?, Sōdo obu Darutanian, lett. "Spada di d'Artagnan"):

Tecnica di tiro usata con Martemeli Prestov e Oleg Animatrov nel Team Yi. I tre sferzano ripetutamente e a turno il pallone, che si avvolge di energia azzurra, e, mentre il pallone viene circondaro di anelli di energia, lo colpiscono contemporaneamente spendendolo in porta avvolto da un'aura gialla. D'Artagnan è il protagonista dei romanzi de I tre moschettieri di Alexandre Dumas.
Wan Tanmeo (ワン・タンメオ?), attaccante, numero 10

Doppiato da Michiyo Murase

Di statura media, ha i capelli rosso fuoco con una coda di cavallo e una fascia rosso-bianca sulla fronte; fa parte della Rojiura Shōnentai. Il suo nome originale è un riferimento agli spaghetti cinesi wonton, noti in Giappone come wantanmen (ワンタン麺?).
Shū Chuna (シュウ・チュナ?), attaccante, numero 11

Di statura media, è pallido e ha i capelli neri a caschetto. Fa parte della Shanghai Hoshinekodan.
Chao Mao (チャオ・マオ?, Chao Mao), centrocampista, numero 14

Alto e corpulento, ha i capelli rosso chiaro a punte. Fa parte della Shanghai Hoshinekodan.
Chi Chinsu (チー・チンスウ?, Chī Chinsū), difensore, numero 15

Di statura media, è pallido, ha i capelli viola a forma di cresta e indossa occhiali da sole neri. Fa parte della Shanghai Hoshinekodan.

### Staff della squadra
Xiao Longbao (ショウ・ロンポウ?, Shō Ronpō)

Doppiato da Iwashita Moai

Allenatore della squadra. È un uomo snello e alto, con capelli neri vaporosi, lunghi baffi rigidi e indossa dei bizzarri occhiali rotondi e un cappellino. È un tipo bizzarro, tanto da suonare il gong quando viene usata la tattica Banri no Chōjō. Il suo nome è un riferimento agli xiaolongbao.
Zhao Jintoyun (チョウ・キントウン?, Chō Kintonun)

Preparatore atletico della squadra. In realtà è Mr. Yi camuffato in maniera simile a quella di Li Lacchè per non farsi riconoscere, anche se ai membri della Inazuma Japan appare logico che fosse in realtà lui.
Lucie Wongfu, nome originale Li Yuchen (リ・ユーチェン?, Ri Yūchen)

Doppiata da Haruka Tomatsu

Chiamata anche Yū (ユウ?) in originale, è la manager della squadra e sorella minore di Jimmy Wongfu. È una ragazzina dai capelli viola chiaro in trecce circolari con fiocchetti neri e occhi gialli. Durante le partite del girone asiatico giocate dalla Inazuma Japan la si vede sempre in coppia con Preston, commentando in maniera criptica cosa stava avvenendo nel gioco per poi sparire al triplice fischio dell'arbitro. È solita mangiare dolci.

## Squadre partecipanti alla fase mondiale del Football Frontier International

### Risultati del gruppo A
- 1ª giornata
  -  Inazuma Japan vs.  Invincible Giant: 3-3
  -  Star Unicorn vs.  Perfect Spark: 2-1
- 2ª giornata
  - Inazuma Japan vs.  Navy Invader[1]: 4-3
  -  Perfect Spark vs.  Invincible Giant: 6-0
- 3ª giornata
  -  Perfect Spark vs.  Inazuma Japan: 3-2
  -  Invincible Giant vs.  Star Unicorn: 2-1

#### Classifica finale
| Pos. | Squadra          | Pt | G | V | P | S | GF | GS | DR |
| ---- | ---------------- | -- | - | - | - | - | -- | -- | -- |
| 1.   | Perfect Spark    | 6  | 3 | 2 | 0 | 1 | 10 | 4  | +6 |
| 2.   | Inazuma Japan    | 4  | 3 | 1 | 1 | 1 | 9  | 9  | 0  |
| 3.   | Invincible Giant | 4  | 3 | 1 | 1 | 1 | 5  | 10 | –5 |
| 4.   | Star Unicorn     | 3  | 3 | 1 | 0 | 2 | 6  | 7  | –1 |

### Invincible Giant (Spagna)
La Invicible Giant (無敵のジャイアント?, Muteki no Jaianto) è la squadra che l'Inazuma Japan affronta nella prima giornata del gruppo A del Football Frontier International. Usa lo schema di gioco 3-5-2. Non sembrano possedere tattiche micidiali. La loro divisa, nera con dettagli gialli e pantaloncini scarlatti, rimanda a quella usata in trasferta dalla Spagna. Anche in questo caso, la squadra ha un nome diverso rispetto alla nazionale spagnola apparsa nella serie originale, i Matador Scarlatti. Nel gruppo A finisce seconda a pari merito con la Inazuma Japan con una sconfitta, un pareggio e una vittoria, ma non procede alla fase finale del torneo per differenza reti.

#### Membri
Salvador Castell, nome originale Alonso Fibiano (アロンソ・フィビアーノ?, Aronso Fibiāno), portiere, numero 1
Domelgo Dominguez (ドメルゴ・ドミンゲス?, Domerugo Domingesu), difensore, numero 2

Doppiato da Jun Kamasa

Alto di statura, ha i capelli castano scuro raccolti in una coda di cavallo e la carnagione mulatta. Porta sempre una rosa rossa in bocca, anche in partita. Usa:
- Rifugio Impenetrabile (The Shelter, ザ・シェルター?, Za Sherutā, lett: "Il rifugio"):

Tecnica di difesa usata con Rufino e Sergi. I tre evocano una serie di monitor olografici coi quali iniziano a controllare la forma del terreno, costruendo una struttura cibernetica; completata, Sergi blinda le numerose porte della struttura e respinge via il pallone.
Reinaldo Baraja (レイナルド・バラハ?, Reinarudo Baraha), difensore, numero 3

Doppiato da Junya Enoki

Ha i capelli verde-senape, gli occhi rossi, e indossa una fascia e degli orecchini ispirati al pomodoro ciliegino. Considerato in patria come uno dei difensori più agili e forti, durante le qualificazioni europee s'infortunò gravemente alla caviglia destra ed era convinto di non poter riuscire in tempo a partecipare al mondiale: durante la sua degenza in ospedale venne tuttavia assoggettato da Gustav Nikolsky, potendo ottenere una guarigione lampo in cambio della sua fedeltà alla Fondazione Orione e diventandone un Discepolo. Durante la partita contro la Inazuma Japan, a malincuore, Reinaldo cerca di ferire Sonny ma, scoperto da Shawn e Sergi, viene prima redarguito dal suo capitano e, per punizione, colpito violentemente dal suo Tiro diamante (da cui Reinaldo, già ben conscio e rammaricato delle scelte, nemmeno prova a proteggersi) venendo costretto ad uscire dal campo in barella. Presenta il marchio di Orione sulla caviglia destra, sopra una cicatrice (possibilmente legata all'infortunio).
Rufino Avalos (ルフィノ・アバロス?, Rufino Abarosu), difensore, numero 4

Doppiato da Takahiro Shimada

Grosso di statura, ha gli occhi azzurri e i capelli viola scuro a forma di punte. Usa:
- Rifugio Impenetrabile (The Shelter, ザ・シェルター?, Za Sherutā, lett: "Il rifugio"):

Tecnica di difesa usata con Domelgo e Sergi.
Velasco Melendez (ベラスコ・メレンデス?, Berasuko Merendesu), centrocampista, numero 5

Alto di statura, ha i capelli verde scuro alzati.
Fernando Dabino (フェルナンド・ダビーノ?, Ferunando Dabīno), centrocampista, numero 6

Alto e possente di statura, ha i capelli lunghi scuri, la carnagione mulatta e un mento prominente.
Emerico Lorca (エメリコ・ロルカ?, Emerico Roruka), centrocampista, numero 7

Ha i capelli lunghi blu scuro con le punte bianche (con una coda sulla spalla sinistra) e gli occhi verde chiaro.
Chico Allison (チコ・アリソン?, Chiko Arison), centrocampista, numero 8

Basso di statura, ha i capelli fuscia-marroni lunghi, le sopracciglia a forma di croce e gli occhi bianchi.
Leo Segarra, nome originale Luther Fandam (ルーサー・ファンダム?, Rūsā Fandamu), attaccante, numero 9
Sergi Hernández, nome originale Clario Orvan (クラリオ・オーヴァン?, Kurario Ōvan), centrocampista e capitano, numero 10
Joan Asensi, nome originale Bergamo Regult (ベルガモ・レグルト?, Berugamo Reguruto), attaccante, numero 11
Emilio Luján (エミリオ・ ルハン?, Emirio Ruhan), centrocampista, numero 14

Di statura media, ha i capelli biondi, le lentiggini e gli occhi azzurri.
Fabio Esteve (ファビオ・エステベ?, Fabio Esutebe), centrocampista, numero 15

Alto di statura, ha i capelli marroni tendenti al grigio e indossa degli occhiali a mezze lenti. Entra nel secondo tempo della sfida contro la Inazuma Japan per sostituire l'infortunato Baraja.

#### Staff della squadra
Pepe Banderas (ペペ・バンデラス?, Pepe Banderasu)

Doppiato da Katsunori Okai

Allenatore della squadra. Pallido di carnagione, ha capelli color indaco cespugliosi e un pizzetto e occhi (con la pupilla celeste) dello stesso colore. Ha anche una preparatrice atletica dal nome sconosciuto.
Maria Benigni, nome originale Melania Pampietta (パンピエッタ・メラ―ニア?, Merānia Panpietta)

Doppiata da Chisa Horii

È una donna di origini italiane, sorella di Mario, al quale assomiglia enormemente. È una donna piuttosto alta, e come il fratello ha occhi blu, carnagione chiara, e i capelli castani chiari, che lei tiene raccolti in una crocchia, e indossa degli orecchini verde acqua a forma di fiore. È la guida della Invincible Giant in Russia e, così come il fratello, si scopre in seguito essere un'agente dell'Interpol.

### Star Unicorn (Stati Uniti d'America)
La Star Unicorn (スターユニコーン?, Sutā Yunikōn) è una squadra del gruppo A del Football Frontier International. Usa lo schema di gioco 6-2-2. Dopo aver battuto la Perfect Spark nella prima partita del girone, l'allenatore Mack Scride viene accusato ed arrestato mentre l'intera squadra viene rimpiazzata con la forza dai Navy Invader dopo che i giocatori di quest'ultima infortunano tutta la nazionale statunitense; la Star Unicorn poi riprenderà il suo legittimo posto nel torneo nella terza partita del gruppo A. Essa è l'unica squadra a mantenere il proprio allenatore e tutti i propri giocatori apparsi nella terza stagione della prima serie (eccetto Bob Bobbins e Corey Washington), e anche la divisa originale sebbene abbia un nome diverso rispetto alla serie originale. Nessun giocatore della squadra è un Discepolo di Orione. Nel gruppo A si classifica per ultima, non riuscendo a qualificarsi alla fase eliminatoria, con due sconfitte e una vittoria.

#### Membri
Billy Dash, nome originale Billy Rapid (ビリー・ラピッド?, Birī Rapiddo), portiere, numero 1
Ted Bryand, nome originale Ted Bryan (テッド・ブライアン?, Teddo Buraian), difensore, numero 2
Tony Strider, nome originale Tony Striders (トニー・ストライダス?, Tonī Sutoraidasu), difensore, numero 3
Drake Dynamo, nome originale Dyke Dynamo (ダイク・ダイナモ?, Daiku Dainamo), difensore, numero 4
Bob "Bobby" Shearer, nome originale Asuka Domon (土門 飛鳥?, Domon Asuka), difensore, numero 5
Steve Woodmark, nome originale Steve Woodmac (スティーブ・ウッドマック?, Sutību Uddomakku), difensore, numero 6
Erik Eagle, nome originale Kazuya Ichinose (一之瀬 一哉?, Ichinose Kazuya), centrocampista, numero 7
Shane Pierce, nome originale Sean Pierce (ショーン・ピアース?, Shōn Piāsu), difensore, numero 8
Mark Krueger  (マーク・クルーガー?, Māku Kurūgā), centrocampista e capitano, numero 9
Dylan Keats  (ディラン・キース?, Diran Kīsu), attaccante, numero 10
Gabriel Jax, nome originale Michele Jacks (ミケーレ・ジャックス?, Mikēre Jakkusu), attaccante, numero 11
Alex Hawke  (アレックス・ホーク?, Arekkusu Hōku), portiere, numero 12
Petie Pooma, nome originale Sammy Dempsey (サミー・デンプシー?, Samī Denpushī), centrocampista, numero 15
Eddie Howard  (エディ・ハワード?, Edi Hawādo), attaccante, numero 16

#### Staff della squadra
Mack Scride (マック・スクライド?, Makku Sukuraido)

Doppiato da Yasuyuki Kase

Allenatore della squadra. Alto di statura, ha i capelli biondi, lunghe basette e un pizzetto dello stesso colore, indossa degli occhiali da sole e una bandana rossa e veste un abbigliamento da motociclista. È anch'egli apparso, come tutto il resto della squadra, nella terza stagione della serie originale.

### Perfect Spark (Russia)
La Perfect Spark (パーフェクトスパーク?, Pāfekuto Supāku) è la squadra che l'Inazuma Japan affronta nella terza ed ultima giornata del gruppo A e nella finale del Football Frontier International e usa lo schema di gioco 3-5-2. Il nome della squadra era originariamente il suo soprannome, sebbene in seguito sia stato usato come nome ufficiale. È finora l'unica squadra del Football Frontier International di cui non è comparsa oppure menzionata una controparte in uno dei giochi precedenti. I giocatori della squadra sono noti per la loro abilità nel saper giocare in ogni ruolo, compreso quello del portiere. Inizialmente Alexander presenta la squadra asserendo che nessuno di loro fosse un Discepolo di Orione, tuttavia, come verrà a scoprire con orrore anche lo stesso Alexander durante la partita contro l'Inazuma Japan, la squadra era controllata direttamente da suo fratello; in seguito i membri della squadra decidono di abbandonare il calcio sporco della Fondazione. Durante il primo tempo della finale contro l'Inazuma Japan, l'intera squadra viene iprnotizzata da Yekaterina ma la trance viene poi spezzata dagli sforzi della nazionale giapponese. La loro divisa differisce molto da quella usata dalla Russia (prevalentemente rossa e bianca) essendo bianca e blu con dettagli verdi. Si piazza al primo posto del gruppo A con due vittorie ed una sconfitta, proseguendo nel torneo sino alla finale, dove viene sconfitta proprio dalla Inazuma Japan.
Tattiche micidiali:
- Onda Boreale (Aurora Wave, オーロラウェーブ?, Ōrora Wēbu, lett: "Onda di aurora"):

Tre giocatori, con un gesto della mano, raccolgono un drappo iridescente dal cielo che, con una capriola all'indietro, trasformano in un'aurora boreale che attraversa il campo ed abbaglia i giocatori avversari. In seguito si scopre che durante l'esecuzione di questa tattica, due giocatori russi colpivano con una sostanza urticante sparata dai loro braccialetti gli occhi dei giocatori avversari, accecandoli temporaneamente.

#### Membri
Goran Vecilia (ゴラン・ヴェシリア?, Goran Veshiria), portiere, numero 1

Doppiato da Hinata Tadokoro

Alto di statura, ha la carnagione scura, i capelli biondo chiaro e indossa una bandana nera. Nella finale contro la Inazuma Japan gioca come centrocampista. Usa:
- Pizzicata Gigante (Tsūmande Goran, ツーマンデ・ゴラン? traducibile con "Prendi(ne) un pizzico"):

Tecnica di parata. Goran accumula energia rosso-nera in entrambe le mani, poi salta in aria evocando un'enorme mano arancione chiaro che blocca il pallone con l'indice e il pollice, bloccando il tiro nel palmo di Goran.
Alexei Trepov (アレクセイ・トレポフ?, Arekusei Torepofu), difensore, numero 2

Alto di statura, è pallido e ha i capelli lunghi blu che gli cadono in due ciocche sulle spalle.
Labi Eremenko (ラビ・エレメンコ?, Rabi Eremenko), difensore, numero 3

Grosso di statura, è pallido, ha gli occhi azzurri, i capelli castani e indossa una strana sciarpa bianca.
Gennady Zakharov (グエンナディ・ザハロフ?, Guennadi Zaharofu), difensore, numero 4

Alto di statura, è pallido e ha i capelli biondo chiaro.
Simon Zitov (シモン・ジトワ?, Shimon Jitowa), centrocampista, numero 5

Basso di statura, è pallido, ha i capelli blu con qualche ciuffo giallo e indossa degli occhiali verde chiaro.
Karl Senirov (カルル・セニロフ?, Karuru Senirofu), centrocampista, numero 6

Doppiato da Kazuhiro Fusegawa

Di statura media, ha la carnagione scura, i capelli marroni lunghi e cespugliosi con una fascia verde nel mezzo.
Shamil Trubetskoy (シャミール・トルベツコイ?, Shamīru Torubetsukoi), centrocampista, numero 7

Alto di statura e corpulento, è pallido e ha i capelli castano chiaro lunghi.
Viktor Sedov (ヴィクトール・セドワ?, Vikutōru Sedowa), centrocampista, numero 8

Doppiato da Ryūnosuke Watanuki

Alto di statura, ha i capelli marrone scuro con dei ciuffi bianchi e gli occhi verdi. Durante la partita contro la Inazuma Japan, vedendo Alexander abbandonare e interrogandolo sul motivo di ciò, Viktor decide di abbandonare la squadra assieme al suo capitano. Anche lui giocava nella stessa squadra di Alexander e Lucas. In seguito, viene reintegrato nella squadra.
Alexander Allegrov, nome originale Froy Girikanan (フロイ・ギリカナン?, Furoi Girikanan), centrocampista e capitano, numero 9

Doppiato da Nobuhiko Okamoto

Ha i capelli bianchi con un ciuffo azzurro che punta verso l'alto, e gli occhi azzurri. Dal carattere apparentemente amichevole e cordiale, è amico di Lucas nonché suo ex-compagno quando giocava in Russia, ed è il fratello minore di Ivan Allegrov, presidente della Fondazione Orione, e figlio di Piotr Allegrov (ex-presidente della Fondazione) e Yekaterina Allegrov. Scoprendo che la Perfect Spark è sotto il controllo di suo fratello nella prima partita contro l'Inazuma Japan, Alex abbandona la squadra durante il secondo tempo. In seguito, deciso a contrastare la Fondazione Orione e suo fratello Ivan, Alex fonda un gruppo di resistenza contro di essa a cui prendono parte anche Sonny e Oleg. In seguito, viene reintegrato nel ruolo di capitano della squadra. Ha 14 anni. Usa:
- Scintilla Innocente (Innocent Drive, イノセント・ドライブ?, Inosento Doraibu, lett. "Tiro/colpo innocente"):

Tecnica di tiro. Al di sotto di Alexander appare un enorme rosone dopodiché il ragazzo calcia in aria la palla, la quale viene inglobata in un diamante romboidale; a questo punto, Alexander, dall'alto, accumula energia nella pianta del piede e la scarica sulla gemma, infrangendola e spedendo la palla in porta avvolta da un'aura adamantina.
- Aquila Reale (Double-head Eagle, ダブルヘッド・イーグル?, Daburuheddo Īguru, lett. "Aquila a due teste"):

Tecnica di tiro. Alexander salta in aria mentre un vortice appare alle sue spalle, generando un'aquila azzurra a due teste; successivamente, l'aquila concentra nei suoi due becchi delle sfere d'energia giallo-verde che Alexander calcia al volo, facendole esplodere in due potenti raggi che volano verso la porta assieme al pallone. La tecnica è un riferimento allo stemma della Russia.
Zaur Salenko (ザウル・サレンコ?, Zauru Sarenko), attaccante, numero 10

Doppiato da Shinnosuke Ogami

Alto di statura e robusto, ha la carnagione pallida, gli occhi rossi dalla sclera nera e i capelli corti grigi ai lati con un ciuffo biondo sulla sommità del capo.
Yuri Rodina (ユ―リ・ロディナ?, Yūri Rodina), attaccante, numero 11

Doppiato da Kengo Kawanishi

Ha i capelli lunghi biondi e gli occhi azzurri, e sembra una ragazza. Anche lui giocava nella stessa squadra di Alexander ed Lucas. Prende temporaneamente il posto di capitano subito dopo l'abbandono di Alexander durante la partita contro la Inazuma Japan. Nella finale del torneo, così come in altre partite, lo si è visto giocare in porta. Usa:
- Pizzicata Gigante (Tsūmande Goran, ツーマンデ・ゴラン? traducibile con "Prendi(ne) un pizzico"):

Tecnica di parata.
Lasker Vagner (ラスカー・ヴァグネル?, Rasukā Vaguneru), attaccante, numero 14

Di statura media, ha i capelli perlacei che gli coprono il viso fino alla bocca, la carnagione scura e indossa una sottile sciarpa rossa. Entra nel secondo tempo della sfida contro la Inazuma Japan per sostituire As Inam.
Marl Marat (マール • マラット?, Māru Maratto), centrocampista, numero 15

Di statura media, è pallido, ha i capelli marrone scuro a caschetto e indossa gli occhiali.
Martemeli Prestov, nome originale Lus Kasim (ルース・カシム?, Rūsu Kashimu) alias Son Riktov, nome originale As Inam (アース・イナーム?, Āsu Ināmu), centrocampista, numero 16

Doppiato da Ayumu Murase

Un ragazzo alleato di Alexander, con capelli beige chiaro dalla pettinatura simile a quella di Shawn e con occhi metà blu Savoia metà pervinca. Poiché ha una corporatura simile a quella di Sonny, lo ha impersonato quando è sceso in campo nella partita tra Inazuma Japan e Perfect Spark, tingendosi i capelli di nero e camuffandosi con una bandana nera così da celare i suoi occhi e tenere su i capelli in una pettinatura quasi identica a quella di Sonny. È un giocatore notevole, capace di supportare la squadra sia in fase offensiva che difensiva; tuttavia viene infortunato da Basile con una pallonata alla testa (per la quale Basile viene anche espulso). Per rendere ancora più credibile che Sonny fosse entrato nella Perfect Spark, Prestov ha imitato anche il suo comportamento sul campo (come la sua posa caratteristica dopo un goal) ed utilizzando alcune sue tecniche. Al termine della partita rivela a Oleg la sua vera identità e che fa parte di un gruppo di resistenza che si oppone alla tirannide della Fondazione, guidato da Truman Newton. Usa:
- Contrasto Lampo (イナビカリ・ダッシュ?, Inabikari Dasshu, lett. "Scatto del lampo"):

Tecnica di dribbling. Prestov corre velocemente, diventando un fulmine e prendendo la palla, superando infine l'avversario con una capriola all'indietro.
- Ali del Goal (シャイニングバード?, Shainingu Bādo, lett. "Uccello splendente"):

Tecnica di tiro. Prestov tira la palla in aria, per poi saltare preparandosi a tirarla con una rovesciata; dopo esser stata tirata, la palla si illumina di una luce aurea e viene seguita da gabbiani dorati, i quali entrano nella palla formando un gigantesco gabbiano dorato.
- Scintilla Innocente (Innocent Drive, イノセント・ドライブ?, Inosento Doraibu, lett. "Tiro/colpo innocente"):

Tecnica di tiro.
- Uno per tutti! (ソードオブダルタニアン?, Sōdo obu Darutanian, lett. "Spada di d'Artagnan"):

Tecnica di tiro usata con Jimmy Wongfu e Oleg Animatov nel Team Yi.
Oleg Animatov, nome originale Malik Kuabel (マリク・クアベル?, Mariku Kuaberu), centrocampista, numero 17

Doppiato da Yumiko Kobayashi

Di statura media, è pallido, ha i capelli a caschetto arancioni e gli occhi verde acqua. Presentato come uno degli allievi della Fondazione Orione che si sta allenando per poter entrare nella Perfect Spark, fa amicizia con Sonny durante la visita di quest'ultimo al centro d'allenamento della Fondazione Orione e cerca di convincerlo come Masato, ad unirsi alla Fondazione. Come allievo di Orione indossa la maglia generica dei novizi col numero 9. Si unisce poi in seguito alla Perfect Spark nel secondo tempo della sfida contro la Inazuma Japan, subentrando al posto di Viktor: durante la partita, Mailk nutre qualche riserbo prima di iniziare ad usare gli sporchi mezzi della Fondazione per vincere, e viene a scoprire al termine dell'incontro che in realtà non era Sonny quello entrato in campo con lui. In seguito, grazie alla sua riluttanza verso i metodi usati dalla Fondazione, accetta l'invito di Sonny e Alexander ad entrare nella resistenza contro di essa. Usa:
- Aquila Reale (Double-head Eagle, ダブルヘッド・イーグル?, Daburuheddo Īguru, lett. "Aquila a due teste"):

Tecnica di tiro.
- Uno per tutti! (ソードオブダルタニアン?, Sōdo obu Darutanian, lett. "Spada di d'Artagnan"):

Tecnica di tiro usata con Wongfu e Prestov nel Team Yi.

#### Staff della squadra
Livin Drisco (リヴィン • ドリスコ?, Rivin Dorisuko)

Allenatore della squadra. Alto di statura, ha i capelli biondo chiaro corti ai lati mentre è stempiato e dei baffi dello stesso colore gli scendono dal naso. Ha anche un preparatore atletico dal nome sconosciuto.

### Risultati della fase finale
- 1º turno, ottavi di finale
  -  Inazuma Japan vs.  Francia: Vittoria dei primi per forfait (senza che la partita si sia disputata)
  -  Ole de Samba vs.  Inghilterra: Vittoria dei primi
- 2º turno, quarti di finale
  -  Inazuma Japan vs.  Ole de Samba: 4-3
- 3º turno, semifinale
  -  Inazuma Japan vs.  Guardians of Queen: Vittoria dei primi per forfait (sul punteggio di 3-2 per l'Italia)
- 4º turno, finale
  -  Inazuma Japan vs.  Perfect Spark: Vittoria dei primi[2]

### Francia
La nazionale francese è una delle squadre promosse alla fase eliminatoria finale del Football Frontier International. Di essa, tuttavia, non sono note informazioni se non che sarebbe dovuta essere la prima squadra ad affrontare l'Inazuma Japan dopo i gironi, negli ottavi di finale. L'incontro, tuttavia, viene vinto a tavolino dalla Inazuma Japan poiché tutti i giocatori francesi sono stati infatti avvelenati a livello alimentare tramite delle baguette, non potendo quindi partecipare alla partita: nonostante i sospetti di questo sabotaggio da parte dell'Inazuma Japan e Alexander siano ricaduti subito sulla Fondazione Orione, Ivan, parlando con suo fratello, ha smentito che lui o la fondazione c'entri qualcosa. Di tale squadra sono noti solo due giocatori. Anche in questo caso, la squadra si presuppone che abbia un nome diverso rispetto alla nazionale francese apparsa nella serie originale, i Grifoni della Rosa.

#### Membri
Nathan (ナタン?, Natan), capitano

Doppiato da Kazuhiro Fusegawa

Di statura media, ha i capelli lunghi colore sabbia e gli occhi azzurri. Viene avvelenato (a livello alimentare) dopo aver mangiato una baguette e mandato in ospedale a causa della Fondazione Orione. Si dimostra una persona gentile e sensibile poiché, quando Sonny, Heath, Valentin e Oleg lo visitano in ospedale, si commuove per il gesto e per il dispiacere per non aver potuto giocare contro la Inazuma Japan. Non si conosce il suo ruolo e il suo numero di maglia, si sa solo che egli è il capitano della nazionale francese.
Pascal (パスカル?, Pasukaru)

Doppiato da Taichi Takeda

Grosso di statura, ha i capelli blu con un cespuglietto in testa e i denti sporgenti. Non si conosce il suo ruolo e il suo numero di maglia. Viene avvelenato (a livello alimentare) dopo aver mangiato una baguette e mandato in ospedale a causa della Fondazione Orione. È lui a rivelare a Sonny, Heath, Valentin e Oleg che sono stati avvelenati attraverso le baguette, fornendone loro una come prova contro la Fondazione Orione.

### Ole de Samba (Brasile)
La Ole de Samba (オーレ・デ・サンバ?, Ōre de Sanba) è la squadra che la Inazuma Japan affronta nei quarti di finale del Football Frontier International, sconfitta per 4-3, ed è sotto il diretto comando di Ivan. Anche in questo caso, la squadra ha un nome diverso rispetto alla nazionale brasiliana della serie originale, Il Regno. Usa lo schema di gioco 3-5-2 e non sembrano possedere tattiche micidiali. Tutti i membri della squadra da piccoli lavoravano nella stessa fabbrica. Nonostante siano Discepoli di Orione, sono ragazzi gioiosi; si dice che la squadra brasiliana, nota per la sua grande forza, non abbia permesso ai suoi avversari di segnare un singolo goal. La loro divisa è più o meno simile a quella tipica del Brasile.

#### Membri
Gonzalo, nome originale Macero (マセロ?, Masero), portiere, numero 1

Doppiato da Taichi Takeda

Alto di statura, ha la carnagione chiara, la faccia leggermente allungata, gli occhi chiari e i capelli ricci viola col ciuffo davanti lilla acconciati in un pompadour. Usa:
- Barriera alla Marinara (Macaroni Spaghetti, マカロニスパゲッティ?, Makaroni Supagetti, lett. "Maccheroni spaghetti"):

Tecnica di parata. Gonzalo porta il braccio destro dietro di sé creando un vortice di spaghetti che glielo avvolge, dopodiché sferra un montante al pallone; gli spaghetti quindi si staccano dal braccio, diventando un vortice rosso che respinge il tiro. Negli ultimi minuti della partita contro l'Inazuma Japan, Gonzalo ha mostrato una variante più forte della tecnica: la Mega Barriera alla Marinara (Macaroni Spaghetti Sauce Zōryō, マカロニスパゲッティソース増量?, Makaroni Supagetti Sōsu Zōryō), in cui, quando colpisce il pallone col montante, il vortice di spaghetti si ricopre di salsa rossa.
Ricardo (リカルド?, Rikarudo), difensore, numero 2

Grosso di statura, ha la carnagione scura, vaporosi capelli bianchi, lentiggini e i denti anteriori sporgenti.
Matheus (マセウス?, Maseusu), difensore, numero 3

Alto di statura, ha la carnagione chiara, gli occhi a mandorla chiari e i capelli afro fucsia.
Marcelo (マルセロ?, Marusero), difensore, numero 4

Di statura media, ha la carnagione chiara e i capelli spinosi blu.
Luis, nome originale Lucian (ルシアン?, Rushian), centrocampista, numero 5

Doppiato da Takaaki Torashima

Di starura media, ha la carnagione scura e crespi capelli indaco scuro rasati ai lati. Usa:
- Samba Micidiale (Death Samba, デス・サンバ?, Desu Sanba):

Tecnica di tiro usata in coppia con Alegre. I due colpiscono contemporaneamente il pallone e saltano in aria, indossando entrambi una corona arancione ed una coda di piume, azzurre per Luis e fucsia per Alegre, colpendo poi insieme il pallone e spedendolo in porta accompagnato da ali viola-rosate. La tecnica, nell'esecuzione, ha qualche somiglianza con le Ali di fuoco della Raimon originale.
Renato (レナト?), centrocampista, numero 6

Doppiato da Serika Hiromatsu

Di statura media, ha la carnagione scura, i capelli biondi con una piccola stella nera a più punte sulla sommità e gli occhi blu.
Iguazú, nome originale Daninho (ダニーニョ?, Danīnyo), centrocampista, numero 7

Doppiato da Ryūnosuke Watanuki

Alto di statura, ha la carnagione chiara e lunghi capelli marroni.
Manaus, nome originale Rolan (ロラン?, Roran), centrocampista, numero 8

Doppiato da Kazuhiro Fusegawa

Di statura media, ha la carnagione olivastra e capelli nerastri ricci, fucsia alla base, acconciati in treccine.
Samuel (サムエウ?, Samueu), centrocampista, numero 9

Doppiato da Chiharu Sawashiro

Di statura media, ha la carnagione chiara e i capelli biondo chiaro con dei ciuffi neri.
Alegre, nome originale Arthur (アルトゥール?, Arutūru), attaccante e capitano, numero 10

Doppiato da Mutsuki Iwanaka

Alto di statura, ha la carnagione scura e ribelli capelli corti rossi (alla base grigio scuro) così come le ciglia, mentre i suoi occhi sono grigi e verde chiaro. Come tutto il resto della squadra, ha un carattere solare e gioioso. In seguito, Alegre si unisce al Team Yi, la squadra formata per contrastare la Orion's Shadow, la squadra finale della Fondazione. Usa:
- Samba Micidiale (Death Samba, デス・サンバ?, Desu Sanba):

Tecnica di tiro usata in coppia con Luis.
- Scossa Carnevalesca (Carnival Shake, カーニバルシェイク?, Kānibaru Sheiku, lett. "Scossa del carnevale"):

Tecnica di tiro. Alegre si alza la palla con la suola avvolgendola in un'aura verde lucente e dei coriandoli, la eleva colpendola prima col tacco sinistro poi col destro portandola davanti a sé e quindi la lancia in aria col ginocchio; Alegre quindi, con un gesto acrobatico, la colpisce in mezza rovesciata spedendola in porta mentre lui atterra effettuando una spaccata.
Rio, nome originale Miguel (ミゲル?, Migeru), attaccante, numero 11

Doppiato da Reimi

Basso di statura, ha la carnagione chiara e capelli arancioni che gli incorniciano la faccia come una fiamma, i denti anteriori sporgenti e gli occhi indaco.
Raymond (レイモン?, Reimon), difensore, numero 14 
Di statura media, ha la carnagione mulatta e i capelli grigio-beige cespugliosi. È solito suonare un fischietto.
Paulo (パウロ?, Pauro), centrocampista, numero 17
Di statura media, ha la carnagione mulatta, gli occhi rossi e i capelli cespugliosi per metà neri e metà azzurri. È solito suonare un tamburo.

#### Staff della squadra
Leoneilla Camion (レオネイラ • カミオン?, Reoneira Kamion)

Allenatore della squadra. Alto di statura, ha i capelli grigi chiari vaporosi, gli occhi verdi ed è pallido. È inoltre molto simile a Tite (attuale commissario tecnico della reale nazionale brasiliana), e ha anche un preparatore atletico dal nome sconosciuto.

### Queen's Guardians (Italia)
I Queen's Guardians (ガーディアンズオブクイーン?, Gādianzu obu Kuīn) è la squadra che la Inazuma Japan affronta nelle semifinali del Football Frontier International sconfiggendola per forfait (sul punteggio di 3-2 per l'Italia poiché nessuno dei suoi giocatori era più in grado di proseguire l'incontro). Usa lo schema di gioco 3-4-3 e la squadra è sotto il diretto controllo di Yekaterina Allegrov (nota come la "Strega"). I giocatori indossano dei tutori su gomiti e ginocchia che ne aumentano le capacità atletiche ma che tuttavia hanno ripercussioni sugli arti e sulla condizione fisica degli utilizzatori, che infine porteranno Vladimir a dare forfait a causa dell'infortunio dell'intera squadra: i giocatori italiani erano a conoscenza di questi effetti collaterali, ma loro malgrado sono stati costretti ad usarli. Anche in questo caso, la squadra ha un nome diverso rispetto alla nazionale italiana apparsa nella serie originale, la Orfeo. È l'unica squadra finora comparsa nella fase finale del Football Frontier International (dopo la stessa Inazuma Japan) ad avere delle ragazze in squadra (ben sei), nonché l'unica squadra ad avere cinque riserve (le altre squadre avversarie ne hanno solo due o al massimo quattro). La loro divisa ha caratteristiche in comune con quella dell'Italia.
Tattiche micidiali:
- Omega Maelstrom (グリッドオメガ?, Guriddo Omega, lett. "Griglia omega"):

I giocatori della squadra (eccetto il portiere) corrono per tutto il campo, generando un tornado rosso che sbalza via l'intera squadra avversaria, impossibilitandola a continuare l'incontro. La tecnica è originaria del Liceo Altaluna, ed è stata iniziata da Orlando momenti prima che la Inazuma Japan potesse usarla contro la nazionale italiana.

#### Membri
Clorinda Luzzago, nome originale Gabriella Amati (ガブリエラ・アマティ?, Gaburiera Amati), portiere, numero 1

Doppiata da Hinako Takahashi

Ragazza dai capelli biondo cenere corti e gli occhi blu. S'infortuna nel secondo tempo della sfida contro la Inazuma Japan a causa dei tutori da lei indossati, sovraccaricati da Vladimir. Usa:
- Bocca della Verità (Shinjitsu no Ōguchi, 真実の大口? lett. "Grande bocca della Verità"):

Tecnica di parata. Clorinda evoca con un gesto della mano un'enorme versione della Bocca della Verità che rotola fermandosi davanti alla porta; successivamente, l'effige della statua si anima e morde con forza il pallone, bloccandolo.
Elma Chiti (エルマ・キティ?, Eruma Kiti), difensore, numero 2

Doppiata da Reimi

Ragazza alta, avente statura massiccia e con tratti mascolini; ha capelli azzurri divisi in ciocche che le arrivano alle spalle e gli occhi blu.
Alice Berardi (アリ―チェ・ベラルディ?, Arīche Berarudi), difensore, numero 3

Doppiata da Eve Yurianne

Ragazza dai lineamenti gentili e dal carattere dolce, con capelli lunghi castani-rosati raccolti in una grande coda e gli occhi azzurri.
Diana Scola (ディアナ・スコラ?, Diana Sukora), difensore, numero 4

Doppiata da Hikaru Ikuta

Ragazza seria e imperturbabile dai capelli lunghi biondi e gli occhi viola chiaro.
Nestore Gatto (ネストレ・ガット?, Nesutore Gatto), centrocampista, numero 5

Basso di statura, è pallido, ha i capelli grigio scuro che gli coprono l'occhio destro e indossa gli occhiali.
Dardinello Foscari, nome originale Niccolò Fino (二コロ・フィーノ?, Nikoro Fīno), centrocampista, numero 6

Di statura media, ha la carnagione olivastra e i capelli corti mossi grigio scuro. S'infortuna nel primo tempo della sfida contro la Inazuma Japan a causa degli effetti dei tutori.
Pietro Moresco (ピエトロ・モレスコ?, Pietoro Moresuko), centrocampista, numero 7

Doppiato da Serika Hiromatsu

Basso di statura, ha la carnagione olivastra, i capelli di una tonalità giallo-verdastra molto spenta e pettinati all'insù, i canini sporgenti e gli occhi azzurri-turchese. Usa:
- Torre Pendente (Unbalance Pisa, アンバランス • ピサ?, Anbaransu Pisa, traducibile come "Pisa Sbilanciata"):

Tecnica di tiro usata con Orlando, Luca e Matteo. Pietro, Luca e Matteo si posizionano uno sopra l'altro evocando la Torre di Pisa, che inizia a pendere; Orlando quindi corre lungo la torre in pendenza e, dalla sommità, colpisce il pallone in rovesciata spedendo in porta avvolto da un'aura violacea seguito dalla torre in caduta. La tecnica è un chiaro riferimento alla Torre di Pisa.
Carlos Gallo, nome originale Carlos Garo (カルロス・ガロ?, Karurosu Garo), centrocampista, numero 8

Doppiato da Kazuhiro Fusegawa

Alto di statura, ha la carnagione olivastra, il labbro superiore carnoso e lunghi capelli mossi bordeaux. Quando Orlando mente dicendo che potevano smettere di usare i tutori, si mostra subito preoccupato per le ripercussioni della loro decisione.
Luca Russo (ルカ・ルッソ?, Ruka Russo), attaccante, numero 9

Alto di statura, ha la carnagione pallida e i capelli corti biondi con un ciuffo verso il volto. Usa:
- Torre Pendente (Unbalance Pisa, アンバランス • ピサ?, Anbaransu Pisa, traducibile come "Pisa Sbilanciata"):

Tecnica di tiro usata assieme a Orlando, Pietro e Matteo.
Dodone Barberini, nome originale Matteo Domenico (マッテオ・ドメニコ?, Matteo Domeniko), attaccante, numero 10

Doppiato da Ryōta Suzuki

Di statura media, ha la carnagione pallida, capelli a spina neri e rasati e rossi ai lati, e gli occhi granata. Usa:
- Torre Pendente (Unbalance Pisa, アンバランス • ピサ?, Anbaransu Pisa, traducibile come "Pisa Sbilanciata"):

Tecnica di tiro usata assieme a Orlando, Luca e Pietro.
- Carro Imbizzarrito (Bōsō Chariot, 暴走チャリオット?, Bōsō Chariotto, lett. "Biga spericolata"):

Tecnica di tiro. Matteo salta e con le mani prende dal terreno delle briglie azzurre eteree, evocando una biga con cavalli di energia; Matteo quindi cavalca verso la porta sorpassando i difensori, con la palla che viene tirata in porta dall'energia della biga.
Orlando, nome originale Petronio Patti (ペトロニオ・パッティ?, Petoronio Patti), attaccante e capitano, numero 11

Doppiato da Nobunaga Shimazaki

Di statura media, ha la carnagione pallida, i capelli corti per più di metà del capo viola sulla destra e verde acqua sulla sinistra, e gli occhi con una pupilla romboidale e un’iride esagonale verde acqua e blu. È pienamente cosciente del pericolo che rappresentano i tutori che la squadra indossa, ed è rammaricato per non avere la possibilità di giocare senza: infatti, prima che Yekaterina prendesse provvedimenti, Orlando mente alla squadra dicendo che avrebbero potuto giocare senza i tutori; alla fine della partita, uno zoppicante Orlando augura ai giocatori dell'Inazuma Japan di riuscire a battere la Fondazione, convinto che possano farlo. In seguito, Orlando si unisce al Team Yi, la squadra formata per contrastare la Orion's Shadow, la squadra finale della Fondazione. Oltre alle sue notevoli capacità, Orlando ha anche l'innata abilità di copiare tecniche e tattiche micidiali avversarie ed addirittura evolverle. Usa:
- Torre Pendente (Unbalance Pisa, アンバランス • ピサ?, Anbaransu Pisa, traducibile come "Pisa Sbilanciata"):

Tecnica di tiro usata assieme a Luca, Pietro e Matteo.
- Ultima Risorsa Drago (ラストリゾートD?, Rasuto Rizōto Doragon, lett. "Dragone dell'ultima risorsa"):

Tecnica di tiro. Orlando pianta il piede destro a terra e viene avvolto da un'aura tenebrosa dopodiché colpisce colpisce la palla con le stesse movenze del Last Resort, avvolgendola di un'aura violetta per poi tirarla, trasformandola in un enorme drago viola e nero che si dirige in porta. Questa tecnica di tiro viene utilizzata da Orlando per contrastare il Last Resort di Basile, e causa la rottura dei suoi tutori.
Oliviero Alvicci, nome originale Racerit Spot (ラケリト・スプト?, Rakerito Suputo), portiere, numero 12

Doppiato da Reimi

Di statura media, ha i folti e selvaggi capelli biondi tenuti da una fascia rossa e verde, con due ciocche laterali ed una terza appena sotto la fascia acconciate come tre corna che lo fanno assomigliare, appunto, alla testa di un triceratopo; i suoi occhi sono azzurri con una saetta nera nel mezzo e le sopracciglia a forma di saetta. Entra nel secondo tempo della sfida contro la Inazuma Japan per sostituire l'infortunata Gabriella. Si tratta di un personaggio creato dai fan in occasione di un concorso. Il suo nome deriva da "triceratops" (nomenclatura scientifica del triceratopo) convertito in caratteri giapponesi (quindi "トリケラトプス", torikeratopusu), troncato ed invertito. Visto il nome, sembrerebbe essere un oriundo (come Hide Nakata nella serie originale). Usa:
- Scudo Giurassico (Tricera Shield, トリケラ・シールド?, Torikera Shīrudo, traducibile come "Scudo del triceratopo"):

Tecnica di parata. Racerit accumula energia verde in entrambe le mani, dopodiché si posiziona a quattro zampe sul terreno evocando un enorme triceratopo d'energia verde che blocca il pallone con una testata, permettendo al portiere di afferrarlo.
Fantaghirò Petrucci, nome originale Kakehashi Tsugu (カケハシ・ツグ?), centrocampista, numero 13

Doppiata da Rie Takahashi

Ragazza dai capelli celesti lunghi e dagli occhi fucsia, indossa una fascia di legno a forma di ponte tra i capelli. Entra nel primo tempo della sfida contro la Inazuma Japan per sostituire l'infortunato Niccolò. Si tratta, come Oliviero, di un personaggio creato dai fan in occasione di un concorso ed anch'ella dal nome sembrerebbe essere un'oriunda.
Tonio Chiara (トニオ・キアラ?, Tonio Kiara), difensore, numero 14

Doppiato da Mai Nishikawa

Basso di statura, ha la carnagione chiara, i capelli biondo cenere, gli occhi per metà neri e per metà verde oliva, un naso piccolo e gli incisivi sporgenti.
Monica Sara (モニカ・サーラ?, Monika Sāra), centrocampista, numero 15

Ragazza di statura media, ha la carnagione abbronzata, i capelli castani con due trecce e un ciuffo verso l'altro e gli occhi blu con la pupilla marrone chiaro.
Giustino Giovanni (ジャスティノ・ジョバンニ?, Jasutino Jobanni), difensore, numero 16

Doppiato da Ryūnosuke Watanuki

Alto di statura e robusto, ha la carnagione abbronzata, i capelli neri, le basette e gli occhi viola con la pupilla bianca. Dopo che Vladimir viene appuntato nuovo allenatore, Giustino si accorge che ha sovraccaricato i tutori di Gabriella, aggredendolo, e tentando nuovamente di fermarlo quando capisce di star facendo lo stesso con Racerit.

#### Staff della squadra
Kinben Giordani (キンベン・ジョルダーニ?, Kinben Jorudāni)

Doppiato da Ōta Volcano

Grosso di statura, ha la testa tonda, la carnagione olivastra e ha i capelli lunghi castano scuro mentre è stempiato, ha dei folti baffi e sopracciglia e un naso a patata. Viene destituito dal ruolo di allenatore della squadra e sostituito da Vladimir per ordine di Yekaterina dopo che questa l'ha brutalmente schiaffeggiato. Ha anche un preparatore atletico dal nome sconosciuto.
Vladimir (ウラジミール?, Vuradimīru)

Doppiato da Hidenobu Kiuchi

Alto di statura, ha i capelli marroni, un pizzetto dello stesso colore e gli occhi verdi. È un membro della Fondazione che inizialmente si era presentato a Sonny come suo padre, Masato Inamori (稲森 真人?, Inamori Masato), da tutti creduto morto, presentandosi a lui usando la vera storia del padre del ragazzo, Truman Newton. Rivela successivamente a Sonny di far parte della Fondazione, cercando di convincerlo che quest'ultima non sia dalla parte del male e di unirsi di conseguenza ad essa, fallendo poiché il ragazzo aveva implicitamente capito l'inganno. Tramite Truman, si viene a sapere poi che egli non è il vero padre di Sonny, fugando ogni dubbio sulla messinscena. In seguito prende il posto di Kinben Giordani come allenatore della squadra per ordine di Yekaterina Allegrov.

## Altre squadre

### Inghilterra
La nazionale inglese è una delle squadre promosse alla fase eliminatoria finale del Football Frontier International, sconfitta dalla Ole de Samba negli ottavi di finale del torneo. Di essa tuttavia non sono note altre informazioni.

### Iraq
La nazionale irachena è una delle squadre delle qualificazioni asiatiche, sconfitta dalla Cina nella prima semifinale delle qualificazioni asiatiche del Football Frontier International. Di essa tuttavia non sono note altre informazioni.

### Navy Invader
La Navy Invader (ネイビー・インベーダー?, Neibī Inbēdā) è una squadra mandata dalla Fondazione Orione per prendere il posto della Star Unicorn come rappresentativa degli Stati Uniti d'America. La squadra usa lo schema di gioco 6-2-2, e tutti i suoi membri originali sono Discepoli di Orione, che originariamente erano dei semplici ragazzi di New York che giocavano per la strada poi allenati tramite addestramenti militari. La squadra, mandata dalla Fondazione Orione, ha duramente sconfitto la Star Unicorn in una breve partita per decisione arbitrale dato che l'intera squadra statunitense era impossibilitata a proseguire l'incontro dopo che tutti i giocatori della Star Unicorn sono stati feriti. Prendendo il posto della selezione statunitense, affronta la Inazuma Japan nella seconda giornata del gruppo A, venendo sconfitta 4-3: durante il secondo tempo, a seguito all'arresto di Bahat Descom, nei minuti restanti dell'incontro subentrano temporaneamente nella squadra lo scarcerato Scride in qualità di allenatore e Bobby, Erik e Mark Krueger come giocatori. In seguito, le macchinazioni dietro la sostituzione delle due squadre vengono fuori e la Star Unicorn riprende il suo posto nel torneo. La maglia della squadra è grigia e nera con dettagli verde chiaro, in netto contrasto a quella della Star Unicorn e degli Stati Uniti d'America. Le loro license di gioco sono uguali a quelle della Star Unicorn ma in negativo (eccezion fatta per Bobby, Erik e Mark che utilizzano le loro license originali seppur siano stati dei membri temporanei della squadra).
Tattiche micidiali:
- Campo Minato (Jiraigen, 地雷原? lett. "Campo minato"):

Tutti i giocatori della squadra (eccetto il portiere) si raccolgono al centro della loro metà campo, per poi disperdersi e posizionandosi in due file da cinque ai lati; i movimenti fatti dai giocatori creano così dei piccoli vortici d'aria invisibili a occhio nudo che una volta intercettati da un giocatore, scompaiono in un'esplosione che può anche infortunare gli avversari.

#### Membri
Bigman (ビッグマン?, Bigguman), portiere, numero 1

Doppiato da Serika Hiromatsu

Ha i capelli verde acqua alzati e la carnagione grigia. Nonostante il nome, è di statura bassa. Il marchio di Orione è presente sulla sua nuca. Usa:
- Laser Satellitare (Gunji Eisei Phobos, 軍事衛星フォボス?, Gunji Eisei Fobosu, lett. "Satellite militare Fobos"):

Tecnica di parata. Bigman alza la mano destra mettendosi in contatto con un satellite, che calcola la traiettoria del tiro e spara un raggio laser per intercettarlo, permettendo a Bigman di afferrarlo.
Gentleman (ジェントルマン?, Jentoruman), difensore, numero 2

Di statura media, ha i capelli verde scuro, gli occhi blu e la carnagione chiara. Il marchio di Orione è presente sulla sua nuca.
Diver (ダイバー?, Daibā), difensore, numero 3

Ha la carnagione chiara, gli occhi azzurri e i capelli cespugliosi neri raccolti in una fascia gialla, verde e rossa. Il marchio di Orione è presente sulla sua nuca.
Smokey (スモーキー?, Sumōkī), difensore, numero 4

Di carnagione scura, ha i capelli verdi cespugliosi, gli occhi marroni e una gomma da masticare in bocca, anche in partita. Il marchio di Orione è presente sulla sua nuca.
Judge (ジャッジ?, Jajji), difensore, numero 5

Di statura media, ha gli occhi rossi, i capelli lunghi grigi, il naso aquilino e indossa gli occhiali e un cappuccio nero. Il marchio di Orione è presente sulla sua nuca.
Hunter (ハンター?, Hantā), difensore, numero 6

Ha la carnagione chiara, i capelli biondo chiaro, gli occhi senza pupille e uno strano simbolo sulla fronte. Il marchio di Orione è presente sulla sua nuca.
Yoga (ヨガ?), centrocampista e capitano, numero 7

Doppiato da Yūki Shin

Ha la carnagione chiara, gli occhi grigio-verde e i capelli lunghi color senape. Il marchio di Orione è presente sulla sua nuca.
Cobra (コブラ?, Kobura), difensore, numero 8

Doppiato da Setsuji Satō

Come intuibile dal suo nome, assomiglia ad un cobra, dato che ha la faccia piatta, gli occhi grandi con le pupille a fessura nere, i capelli castano scuro corti, la lingua lunga e denti aguzzi. Il marchio di Orione è presente sulla sua nuca. Usa:
- Palla di Cannone (Carronade Hō, カロネード砲?, Karonēdo Hō, lett. "Cannone carronata"):

Tecnica di tiro. Cobra salta in aria con la palla e, con entrambi i piedi, la sotterra, facendo emergere un'enorme carronata nera; Cobra quindi, sempre a mezz'aria, sferza la miccia col piede destro avvolto dalle fiamme, accendendola e sparando così il pallone all'interno del cannone in porta.
Shakey (シェイキー?, Sheikī), centrocampista, numero 9

Di statura media, ha i capelli biondo chiaro a caschetto raccolti sulla sommità in un fermaglio verde con delle punte e le guance rosse. Il marchio di Orione è presente sulla sua nuca.
Convoy (コンボイ?, Konboi), attaccante, numero 10

Di carnagione scura, ha i capelli rosa in treccine e gli occhi senza pupille dalla sclera celeste. Il marchio di Orione è presente sulla sua nuca.
Lion (ライオン?, Raion), attaccante, numero 11

Ha lunghi capelli biondi (alla base marroni) a forma di criniera, la carnagione chiara e gli occhi verdi. Il marchio di Orione è presente sulla sua nuca.
Horn (ホーン?, Hōn), portiere, numero 12

Grosso di statura, ha i capelli lunghi verde muschio, gli occhi piccoli, il naso grosso e una bocca larga dal sorriso inquietante. Il marchio di Orione è presente sulla sua nuca.
Magician (マジシャン?, Majishan), centrocampista, numero 15

Di statura media, ha lunghi capelli biondo chiaro e indossa una maschera viola che gli copre gli occhi e il naso. Il marchio di Orione è presente sulla sua nuca.
Jack (ジャック?, Jakku), attaccante, numero 16

Di statura media, ha i capelli per metà neri e per metà giallo scuro verso l'altro e in basso rasati e gli occhi penetranti. Il marchio di Orione è presente sulla sua nuca.

#### Membri temporanei
Bob "Bobby" Shearer, nome originale Asuka Domon (土門 飛鳥?, Domon Asuka), difensore, numero 17
Erik Eagle, nome originale Kazuya Ichinose (一之瀬 一哉?, Ichinose Kazuya), centrocampista, numero 18
Mark Krueger  (マーク・クルーガー?, Māku Kurūgā), centrocampista, numero 19

#### Staff della squadra
René Gadé, nome originale Bahat Descom (バハート・デスコム?, Bahāto Desukomu)

Doppiato da Jin Urayama

Allenatore della squadra. Alto di statura, ha gli occhi rossi, i baffi biondi, la carnagione pallida e veste un'uniforme da ammiraglio. Verso la fine della partita tra i Navy Invader e la Inazuma Japan, viene arrestato e sostituito da Mack Scride.
Mack Scride (マック・スクライド?, Makku Sukuraido)

Doppiato da Yasuyuki Kase

Allenatore della Star Unicorn, diviene temporaneamente l'allenatore dei Navy Invader dopo l'arresto di Bahat Descom.

### Orion's Shadow
La Orion's Shadow, nome originale Shadow of Orion (シャドウ・オブ・オリオン?, Shadō obu Orion) è la squadra di punta della Fondazione Orione, controllata direttamente da Yekaterina; è apparsa dopo che Yekaterina ha interrotto la finale del Football Frontier International tra la Inazuma Japan e la Perfect Spark, ed ha affrontato il Team Yi venendo sconfitta per 4-3. La squadra usa lo schema di gioco 3-5-2, e tutti i suoi membri sono Discepoli di Orione. Con l'eccezione di Jade e Procyon, tutti i membri hanno il nome delle stelle della costellazione di Orione. Non sembrano possedere delle riserve né tattiche micidiali. L'apparizione di tale squadra è simile a quella della Dragon Link in Inazuma Eleven GO.

#### Membri
Procyon (プロキオン?, Purokion), portiere, numero 1

Doppiato da Tataki Ōtomari

Alto di statura, è pallido e ha i capelli verde acqua chiari. Il marchio di Orione è presente sul petto. Usa:
- Scudo d'Ombra (Black Shield, ブラックシールド?, Burakku Shīrudo, lett: "Scudo oscuro"):

Tecnica di parata. Procyon alza una mano ed evoca sul terreno una melma nera che si trasforma in una serie di mani nere che agguantano e ricoprono il pallone, permettendogli di afferrarlo.
Tabit (タビト?, Tabito), difensore, numero 2

Doppiato da Yūki Shin

Di statura media, ha i capelli viola alzati con una treccia e una maschera facciale che gli copre gli occhi. Il marchio di Orione è presente sul petto.
Meissa (メイサ?, Meisa), difensore, numero 3

Di statura media e dai tratti femminei, ha i capelli cespugliosi marroni e verde acqua. Il marchio di Orione è presente sul petto.
Saiph (サイフ?, Saifu), difensore, numero 4

Grosso di statura, è tarchiato, pallido e ha i capelli beige. Il marchio di Orione è presente sul petto.
Alnitak (アルニタク?, Arunitaku), centrocampista, numero 5

Di statura media, ha i capelli verde acqua alzati. Il marchio di Orione è presente sul petto.
Alnilam (アルニラム?, Aruniramu), centrocampista, numero 6

Di statura media, ha i capelli lunghi verde acqua. Il marchio di Orione è presente sul petto.
Mintaka (ミンタカ?), centrocampista, numero 7

Di statura medio-bassa, ha i capelli biondi con due ciocche marrone chiaro alle punte. Il marchio di Orione è presente sul petto.
Bellatrix (ベラトリックス?, Beratorikkusu), centrocampista, numero 8

Grosso di statura e corpulento, ha i capelli bianchi e la carnagione scura, mentre ha gli occhi senza iride e presenta un tatuaggio verde sotto l'occhio sinistro e uno bianco sotto l'occhio destro. Il marchio di Orione è presente sul petto.
Rigel (リゲル?, Rigeru), centrocampista, numero 9

Doppiato da Kazuhiro Fusegawa

Alto di statura, ha i capelli blu notte alla base rasati e gli occhi verdi. Il marchio di Orione è presente sul petto.
Jade Beor, nome originale Yurika Beor (ユリカ・ベオル?, Yurika Beoru), attaccante e capitano, numero 10

Doppiata da Megumi Han

Ragazza pallida dagli occhi verde chiaro e dai capelli bianco perlaceo; presenta due ciocche lunghe, mentre l'occhio sinistro è coperto da una lunga frangia. È stata un'amica d'infanzia di Alexander. Il marchio di Orione è presente sul petto. Usa:
- Ombra di Orione (Orion Crossviper, オリオン・クロスバイパー?, Orion Kurosubaipā):

Tecnica di tiro. Jade evoca dal terreno un suo clone etereo nero e lancia il pallone in aria; lei ed il clone saltano in sincronia, avvolgendosi di un turbine di fumo scuro e colpiscono al volo la palla assieme, generando una croce di energia rossa e spedendola in porta.
- Sciame d'Ombra (Black Field, ブラックフィールド?, Burakku Fīrudo, lett. "Campo oscuro"):

Tecnica di tiro. Jade lancia in aria il pallone, avvolgendolo da energia rossa e nera con un gesto delle mani e sospendendolo in aria; Jade lo raggiunge, evocando delle figure tenebrose dall'aura per poi tirarlo, spedendolo in porta inseguito da una serie di creature oscure.
Betelgeuse (ベテルギウス?, Beterugiusu), attaccante, numero 11

Doppiato da Shintarō Tanaka

Alto di statura e leggermente corpulento, ha i capelli neri per metà grigio chiaro e gli occhi verde chiaro. Il marchio di Orione è presente sul petto.
Sirius (シリウス Shiriusu), difensore, numero 14

Di statura media, ha gli occhi neri e i capelli bianchi leggermente mossi che  gli coprono l'occhio sinistro. Il marchio di Orione è presente sul petto. Non compare nell'anime.
Kappa (カッパ), centrocampista, numero 15
Grosso di statura, è tarchiato, ha i capelli cespugliosi grigio scuro per metà bianchi che gli coprono i lati della faccia fino alle spalle e gli occhi neri piccoli. Il marchio di Orione è presente sul petto. Non compare nell'anime.
Hatysa (ハチサ Hachisa), centrocampista, numero 17

Alto di statura, ha la faccia allungata, i capelli beige alzati, gli occhi piccoli e le orecchie a sventola. Il marchio di Orione è presente sul petto. Non compare nell'anime.

#### Staff della squadra
Ray Dark, nome originale Reiji Kageyama (影山 零治?, Kageyama Reiji)

Doppiato da Seiji Sasaki

Allenatore della Royal Academy, convocato in Russia dalla Fondazione Orione per allenare la Orion's Shadow.
Vladimir (ウラジミール?, Vuradimīru)

Doppiato da Hidenobu Kiuchi

Preparatore atletico della squadra.

### Team Yi
Il Team Yi, nome originale Zhao Jinyuns (チョウキンウンズ?, Chō Kinunzu) è una squadra creata da Mr. Yi per contrastare la Orion's Shadow, sconfiggendola per 4-3. Essa è una "selezione mondiale" composta da vari giocatori che si oppongono alla Fondazione. La loro divisa è simile al vestito di Mr. Yi ed il loro simbolo è un arco con una freccia incoccata, riferimento alla morte di Orione per mano di Artemide. Usa lo schema di gioco 4-3-3.

#### Membri
Mark Evans, nome originale Mamoru Endō (円堂 守?, Endō Mamoru), portiere e capitano, numero 1
 Martemeli Prestov, nome originale Lus Kasim (ルース・カシム?, Rūsu Kashimu), difensore, numero 2
 Caleb Stonewall, nome originale Akio Fudō (不動 明王?, Fudō Akio), centrocampista, numero 3
 Jimmy Wongfu, nome originale Li Hao (リ・ハオ?, Ri Hao), difensore, numero 4
 Jude Sharp, nome originale Yūto Kidō (鬼道 有人?, Kidō Yūto), centrocampista, numero 5
 Nathan Swift, nome originale Ichirōta Kazemaru (風丸 一郎太?, Kazemaru Ichirōta), difensore, numero 6
 Erik Eagle, nome originale Kazuya Ichinose (一之瀬 一哉?, Ichinose Kazuya), centrocampista, numero 7
 Sonny Wright, nome originale Asuto Inamori (稲森 明日人?, Inamori Asuto), centrocampista, numero 8
 Alexander Allegrov, nome originale Froy Girikanan (フロイ・ギリカナン?, Furoi Girikanan), centrocampista, numero 9
 Axel Blaze, nome originale Shūya Gōenji (豪炎寺 修也?, Gōenji Shūya), attaccante, numero 10
 Elliot Ember, nome originale Ryōhei Haizaki (灰崎 凌兵?, Haizaki Ryōhei), attaccante, numero 11
 Orlando, nome originale Petronio Patti (ペトロニオ・パッティ?, Petoronio Patti), difensore, numero 12
 Lucas Star, nome originale Hikaru Ichihoshi (一星 光?, Ichihoshi Hikaru), centrocampista, numero 13
 Heath Moore, nome originale Yūma Nosaka (野坂 悠馬?, Nosaka Yūma), centrocampista, numero 14
 Alegre, nome originale Arthur (アルトゥール?, Arutūru), difensore, numero 15
 Byron Love, nome originale Terumi "Aphrodi" Afuro (亜風炉 照美 (アフロディ)?, Afuro Terumi (Afurodi)), attaccante, numero 16
 Oleg Animatov, nome originale Malik Kuabel (マリク・クアベル?, Mariku Kuaberu), difensore, numero 17
 Sergi Hernández, nome originale Clario Orvan (クラリオ・オーヴァン?, Kurario Ōvan), attaccante, numero 18

#### Staff della squadra
Mr. Yi, nome originale Zhao Jin Yun (趙 金雲?, Chō Kinun), allenatore
Jim Trainer, nome originale Tomoari Sekiya (析谷 共有?, Sekiya Tomoari), preparatore atletico
Regina Mulgrave, nome originale Anna Mikado (神門 杏奈?, Mikado Anna), manager
Aurelia Dingle, nome originale Tsukushi Ōtani (大谷 つくし?, Ōtani Tsukushi), manager

## Fondazione Orione
La Fondazione Orione (オリオン財団?, Orion Zaidan) è un'organizzazione russa che ha come principale scopo il controllo del calcio per trarne profitto, e per poterlo compiere inviano nelle squadre di calcio i Discepoli di Orione (オリオンの使徒?, Orion no Shito, lett. "Apostoli di Orione"), i quali presentano sul corpo un tatuaggio noto come il marchio di Orione (ovvero una stilizzazione dell'omonima costellazione), ed ai quali vengono dati in dotazione scarpini ed Eleven Band dotati di funzioni mirate a sabotare gli avversari quali specchietti (per abbagliarli) o addirittura taser; inoltre i Discepoli vengono esortati ad usare mezzi scorretti e perfino a intervenire anche al di fuori del campo di gioco per mettere in difficoltà una squadra impossibilitando un giocatore a partecipare agli incontri, ad esempio facendolo accusare di doping: non sono tollerati errori, e qualora un Discepolo non riesca a portare a termine il proprio compito viene portato via dagli agenti della Fondazione. La Fondazione inoltre, mediante gli appoggi all'Associazione mondiale calcistica, riesce ad avere arbitri imparziali alle partite garantendo che le loro irregolarità passino impunite, ed arriva ad ordinare ai Discepoli persino di ferire gravemente i membri di una squadra inscenando incidenti più o meno gravi. Le squadre che si mostrano contrarie a questo controllo vengono sostituite da squadre interamente formate da Discepoli di Orione. Tutto questo è nascosto al resto del mondo, il quale vede la Fondazione come una società che aiuta lo sviluppo dei paesi più poveri attraverso il calcio, salvando i bambini di queste nazioni dalla povertà e fornendo aiuti umanitari.
Ivan Allegrov, nome originale Bernard Girikanan (ベルナルド・ギリカナン?, Berunarudo Girikanan)

Doppiato da Yoshimasa Hosoya

Uno degli antagonisti della serie. È alto di statura, ha lunghissimi capelli grigio chiaro tendenti al bianco, la carnagione pallida e gli occhi azzurro-verdi. Ha ventinove anni. È l'attuale presidente dell'Associazione mondiale calcistica e, fino all'entrata in scena di Yekaterina, era considerato il presidente della Fondazione Orione. È il fratello maggiore di Alexander, capitano della nazionale russa. È un uomo disposto a usare qualunque mezzo per raggiungere i suoi scopi ed estremamente manipolativo, poiché ad esempio è disposto a usare il figlio di Truman per assicurarsi che quest'ultimo non lo tradisca, e che crede che gli ideali in cui credeva suo padre Piotr, precedente presidente della Fondazione, e sui quali si basava la Fondazione in passato non garantiscano alcun profitto. Quando affrontato da Alexander riguardo all'avvelenamento alimentare della nazionale francese, Ivan afferma di non essere coinvolto nel sabotaggio e che l'unico mezzo da lui usato per ostacolare l'Inazuma Japan sono i Discepoli di Orione, promettendo che continuerà ad essere così. Infine, una volta sconfitta sua madre, Ivan si redime totalmente.
Truman Newton, nome originale Shinjō Takuma (新条 琢磨?, Shinjō Takuma)

Doppiato da Shinichirō Miki

Ha i capelli neri legati in una coda e gli occhi rosso scuro. È il misterioso assistente di Ivan Allegrov, che inizialmente affiancava Gustav Nikolsky mentre lo impersonava. È molto abile nel gioco nel calcio, sebbene abbia dovuto interrompere la sua carriera per colpa di un infortunio. Si mostra leale verso il presidente della Fondazione Orione anche se a volte dubita del modo di agire dello stesso. Si trova nella Fondazione dai tempi del padre di Allegrov, e ha un figlio che il suo presidente intende rendere un Discepolo di Orione per assicurarsi la sua lealtà. In seguito si scopre che ha salvato Sonny dal condizionamento mentale e che in segreto si sta opponendo alla Fondazione coordinando la resistenza, essendo stato lui ad esempio ad aver fatto in modo che Lucas Star entrasse nell'Inazuma Japan per "preparare" la nazionale giapponese agli ostacoli che avrebbe incontrato, e persino prevedendo il cambiamento in bene che avrebbe avuto lo stesso Star in ciò. Durante la finale del Football Frontier International, aiutato da Shawn, è riuscito ad inviare alle autorità le prove degli atti illeciti compiuti dalla Fondazione. Alla fine, si rivela essere il padre di Sonny.
Yekaterina Allegrov, nome originale Irina Girikanan (イリーナ?, Irīna)

Doppiata da Kikuo Inōe

L'antagonista principale, rivelatasi tale nella parte finale della serie, e attuale presidente della Fondazione. Ha i capelli corti grigio chiaro tendenti al bianco, la carnagione pallida e gli occhi azzurro-verdi. Vedova dell'ex presidente della Fondazione Orione, Piotr, e madre di Ivan e Alexander. È una donna estremamente dura, severa e crudele avendo trattato sempre malissimo suo figlio Ivan sin da bambino, impedendogli di avere amici e svaghi vari, affinché egli potesse concentrarsi unicamente sullo studio, arrivando addirittura a punirlo duramente anche per un minimo errore: proprio per questo motivo, nonostante Ivan sia oramai adulto, Yekaterina ha un notevole ascendente sul figlio ed è lei che, grazie a ciò, in realtà tira le fila degli eventi. Decisa a sfruttare tutto il potenziale della Fondazione, ha iniziato ad agire per i propri interessi alle spalle del marito assoggettando man mano la compagnia, ad esempio in segreto a gestirne le risorse umane allontanando eventuali persone che avrebbero potuto ostacolarla, tra i quali Mr. Yi, che finì radiato dall'associazione calcistica mondiale. Al trapasso del consorte, ne ha preso le redini mediante Ivan. Il suo vero obiettivo è quello di creare un "mondo perfetto" in cui la malvagità non esista e regni invece una pace eterna, ed e per questo che quando suo marito era ancora vivo, voleva che la fondazione non avesse rapporti con paesi che sfruttavano il lavoro minorile per la costruzione di armi, ma Valentin si oppose a questo suo modo di vedere le cose, cosa che porto alla loro separazione. Soprannominata la "Strega", aveva il diretto controllo sui Queen's Guardians, la nazionale italiana. Alla fine, dopo la sconfitta della Orion's Shadow, la sua squadra di punta, Yekaterina viene arrestata dall Interpol.
Piotr Allegrov, nome originale Valentin Girikanan (ヴァレンティン・ギリカナン?, Varentin Girikanan)

Doppiato da Masaki Aizawa

Alto di statura, aveva i capelli grigio chiaro tendenti al bianco, la carnagione pallida e gli occhi azzurro-verdi. Fu il fondatore e capo della Fondazione Orione nonché ex presidente dell'Associazione mondiale calcistica e padre di Ivan e Alexander. Inizialmente gestiva la Fondazione secondo principi giusti e corretti, a differenza di quelli adottati in seguito da suo figlio Ivan (succedutogli nella carica di presidente dopo la sua morte, avvenuta otto anni prima gli eventi della serie). Proprio grazie all'operato di Piotr, la Fondazione è ben vista al livello mondiale, status poi sfruttato da Ivan e Yekaterina per le loro macchinazioni.
Gustav Nikolsky (グスターブ・ニコルスキー?, Gusutābu Nikorusukī)

Doppiato da Hōchū Ootsuka

Alto di statura e anziano, ha lunghissimi capelli grigi e una lunga barba con dei folti baffi dello stesso colore. Presentato inizialmente come il presidente della Fondazione Orione con il nome Allegrov, egli in realtà è il maggiordomo del vero presidente, Ivan Allegrov, che gestisce la fondazione quando quest'ultimo non è presente, sebbene lui non sia soddisfatto dal modo di Nikolsky di gestire la stessa.

## Altri
Preston, nome originale Yōsuke Kimura (紀村陽介?, Kimura Yōsuke)

Doppiato da Ryōhei Kimura

È un giornalista sportivo dalla carnagione scura, indossante gli occhiali e una scoppola grigio e crema. Ha la barba e i capelli blu-neri. Durante le partite del girone asiatico assisteva alle partite della Inazuma Japan e veniva sempre raggiunto da Lucie Wongfu. È lui a raccontare a Mark Evans il triste passato di Lucas.
Chester Horse Sr., nome originale Ōshō Kakuma (角馬 王将?, Kakuma Ōshō)

Doppiato da Tetsu Inada

Cronista sportivo comparso in tutte le serie precedenti, in questa serie è il commentatore delle partite sia del girone di qualificazione asiatico del Football Frontier International (in singolo) e poi del Football Frontier International effettivo (insieme a Maxtor Lunde).
Maxtor Lunde, nome originale Maxter Land (マクスター・ランド?, Makusutā Rando)

Doppiato da Gō Shinomiya

Cronista sportivo comparso precedentemente nella terza stagione della serie originale, anche in questo caso svolge il ruolo di commentatore delle partite del Football Frontier International assieme a Chester Horse Sr. (nella terza stagione era invece affiancato da Levin Murdoch).
Natasha  (ナターシャ?, Natāsha)

Doppiata da Marie Ōi

Amica e confidente di Mr. Yi, in questa serie aiuta Shawn e Truman Newton a scappare dalla sede della Fondazione Orione.